# Concours Eurovision de la chanson 2022
The Sound of Beauty
- Pays participants qualifiés pour la finale
- Pays participants éliminés en demi-finale
- Pays ayant participé dans le passé

Rotterdam 2021 Liverpool 2023
Le Concours Eurovision de la chanson 2022 est la 66e édition du Concours. Il a lieu les 10, 12 et 14 mai 2022 à Turin, en Italie‚ à la suite de la victoire de Måneskin lors de l'édition 2021, avec la chanson Zitti e buoni. C'est la troisième fois que le pays accueille l'Eurovision, après les éditions 1965 et 1991. Quarante pays participent lors de cette édition dont le slogan est The Sound of Beauty (en français Le Son de la Beauté).
L'Ukraine remporte cette édition avec la chanson Stefania interprétée par Kalush Orchestra, avec un total de 631 points, dont 439 par le télévote, un nouveau record. C'est la troisième victoire du pays à l'Eurovision, la dernière était en 2016.
Le Royaume-Uni arrive en deuxième position avec 466 points, son premier Top 10 depuis 2009 et son meilleur résultat depuis 1998. L'Espagne termine en troisième place avec 459 points, son premier Top 10 depuis 2014 et son meilleur résultat depuis 1995. La Suède et la Serbie complètent le Top 5.

## Préparation du concours
À la suite de la victoire italienne au Concours 2021, l'édition 2022 a lieu en Italie. Les préparations commencent dès la conférence de presse de victoire de Måneskin, dans la nuit du 22 au 23 mai 2021, lorsque Martin Österdahl remet aux représentants du diffuseur italien Rai, les premiers documents concernant l'organisation de l'événement. Le pays accueille l'Eurovision pour la troisième fois, après les éditions 1965 à Naples, et 1991 à Rome.

### Lieu

#### Critères d'accueil
Afin de pouvoir accueillir l'événement, la ville hôte doit respecter plusieurs critères et notamment, :
- la salle où se tient l'événement doit pouvoir accueillir au minimum 8 000 à 10 000 spectateurs ;
- la ville doit avoir au moins 2 000 chambres d'hôtel disponibles et proches du lieu de l'événement ;
- la ville doit avoir un aéroport international à moins de 90 minutes ;
- la salle doit posséder un toit.

#### Candidatures préliminaires
| \| 200 km1:19 016 000 Ville hôte Ville finaliste Ville en phase 2 Autre ville candidate \| Acireale Alexandrie Bertinoro Bologne Florence Gênes Jesolo Matera Milan Palazzolo Acréide Pesaro Rimini Rome Sanremo Trieste Turin Viterbe |
| 200 km1:19 016 000 Ville hôte Ville finaliste Ville en phase 2 Autre ville candidate |

| 200 km1:19 016 000 Ville hôte Ville finaliste Ville en phase 2 Autre ville candidate |

Dès le 23 mai 2021, lendemain de la victoire de Måneskin, plusieurs villes déclarent être intéressées par l'accueil du concours. Les représentants des villes de Bologne, Milan, Naples, Pesaro et Turin expriment leur intérêt d'accueillir l'événement,,. Le même jour, le maire de Reggio d'Émilie, Luca Vecchi, propose d'accueillir cette édition dans le tout nouveau RCF Arena, le plus grand complexe en plein air d'Europe pouvant accueillir jusqu'à 100 000 spectateurs et situé dans la zone de Campovolo de la ville émilienne. La maire de Rome, Virginia Raggi déclare que Rome est prête à accueillir l'Eurovision, elle considère sa ville comme « la scène parfaite », tout en rappelant que le groupe vainqueur est originaire de Rome.
Le 24 mai, Andrea Gnassi, maire de Rimini montre son intérêt en proposant la salle Fiera di Rimini. Ce même jour, le maire de Florence, Dario Nardella ainsi que les villes de Sanremo et Vérone annoncent également leur souhait d'accueillir l'Eurovision 2022,. Le 28 mai, le maire de Bari, Antonio Decaro montre un potentiel intérêt. Le même jour, Marco Di Maio, membre de la Chambre des députés italienne, rapporte aussi que si Rimini était choisi comme ville hôte, l'événement serait organisé en collaboration avec le diffuseur saint-marinais San Marino RTV.

#### Candidatures officielles
Le 7 juillet 2021, l'UER et le diffuseur Rai lancent la période officielle de candidature pour l'accueil du concours. Elle s'étend jusqu'au 12 du même mois, après quoi les différentes villes recevront leur livret de candidature qui leur donnera le détail des prérequis nécessaires,.
Le 13 juillet, l'UER et le diffuseur Rai annoncent que dix-sept villes se portent candidates. Le lendemain, les livrets de candidatures leur sont remis. Les municipalités ont jusqu'au 4 août pour communiquer les détails de leur projet.
Le 6 août, l'UER et le diffuseur Rai annoncent que onze villes candidates sont présélectionnées pour accueillir l'événement. Il s'agit des candidatures de Acireale, Alexandrie, Bologne, Gênes, Milan, Palazzolo Acréide, Pesaro, Rimini, Rome, Sanremo et Turin.
Le 24 août, l'UER et la Rai annoncent avoir réduit le nombre de villes candidates à cinq : Bologne, Milan, Pesaro, Rimini et Turin. Finalement, le 8 octobre 2021, l'UER et Rai annoncent que l'Eurovision 2022 aura lieu au Pala Olimpico à Turin,.
| Ville                   | Lieu                         | Notes |
| Ville hôte              | Ville hôte                   | Ville hôte |
| ----------------------- | ---------------------------- | --- |
| Turin                   | Pala Olimpico                | A accueilli les épreuves de hockey sur glace aux Jeux olympiques de 2006 et la cérémonie d'ouverture de l'Universiade d'hiver de 2007. Accueille annuellement les finales d'ATP World Tour de 2021 à 2025. |
| Villes finalistes       |                              | |
| Bologne                 | Unipol Arena                 | — |
| Bologne                 | BolognaFiere                 | — |
| Milan                   | Mediolanum Forum             | Ne répond pas aux exigences de capacité de l'UER. |
| Milan                   | Palazzo delle Scintille      | Nécessitait de travaux de rénovation. |
| Pesaro                  | Vitrifrigo Arena             | — |
| Rimini                  | Foire de Rimini              | En partenariat avec San Marino RTV. |
| Villes présélectionnées |                              | |
| Acireale                | PalaTupparello               | — |
| Alexandrie              | Citadelle d'Alessandria      | Dépendait de la construction d'un toit pour couvrir la zone et aurait nécessité des travaux de rénovation.                                                                                                 |
| Gênes                   | Palasport di Genova          | Nécessitait des travaux de rénovation. |
| Palazzolo Acréide       | —                            | Nécessitait la coopération d'autres municipalités de Syracuse pour permettre de construire une salle. |
| Rome                    | PalaLottomatica              | A accueilli le basket-ball aux Jeux olympiques d'été de 1960 et le tirage au sort de la finale de la Coupe du monde de football 1990.                                                                      |
| Rome                    | Foire de Rome                | Ne répond pas aux exigences de capacité de l'UER. |
| Sanremo                 | Marché aux Fleurs            | — |
| Autres candidatures     |                              | |
| Bertinoro               | PalaGalassi                  | — |
| Florence                | Nelson Mandela Forum         | — |
| Jesolo                  | Palazzo del Turismo          | Ne répond pas aux exigences de capacité de l'UER. |
| Jesolo                  | Phare de Porto Piave Vecchia | La proposition dépendait de la construction d'un toit pour couvrir la zone et aurait nécessité des travaux de rénovation.                                                                                  |
| Matera                  | Cava del Sole                | La proposition dépendait de la construction d'un toit pour couvrir la zone et aurait nécessité des travaux de rénovation.                                                                                  |
| Trieste                 | PalaTrieste                  | Le lieu ne répond pas aux exigences de capacité de l'UER. |
| Trieste                 | Stade Nereo-Rocco            | La proposition dépendait de la construction d'un toit. |
| Viterbe                 | Foire de Viterbe             | Ne répond pas aux exigences de capacités de l'UER et aurait eu besoin de travaux de rénovation. |

### Organisation

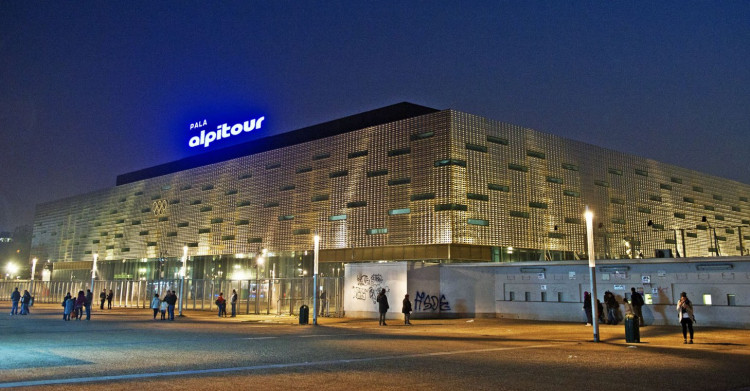
Le Pala Olimpico accueille la 66e édition du concours.

Le 8 octobre 2021, le diffuseur hôte Rai et l'UER annoncent que l'Eurovision 2022 se tiendra les 10, 12 et 14 mai 2022,.
Le 13 octobre 2021, la commune de Turin approuve une modification de son budget afin de fournir les 5 M€ requis par le diffuseur Rai pour le financement de l'événement. S'ajoutent également 2 M€ fournis par la région du Piémont. D'autres institutions financent à hauteur d'environ 2 M€ également. Le gouvernement italien finance, pour sa part, à hauteur de 1,5 M€.

### Partenaires
L'Eurovision 2022 se déroule en partenariat avec plusieurs entreprises. Le sponsor principal est l'entreprise israélienne Moroccanoil, et ce pour la deuxième année consécutive, dans le cadre d'un contrat courant de 2020 à 2024. Outre cette dernière, les entreprises Booking.com Riedel Communications et Vueling Airlines sont une fois de plus partenaires du concours, tandis que de nouveaux partenariats se forment avec idealista et TikTok.

### Présentateurs
Le 2 février 2022, le diffuseur Rai annonce, au cours du Festival de Sanremo 2022, les noms des trois présentateurs de cette édition. Il s'agit de deux hommes et une femme : Alessandro Cattelan, présentateur de télévision italien ; Laura Pausini, seule chanteuse italienne à avoir reçu un Grammy Award ; et Mika, chanteur internationalement connu,.

### Slogan et identité visuelle

Variante du logo officiel

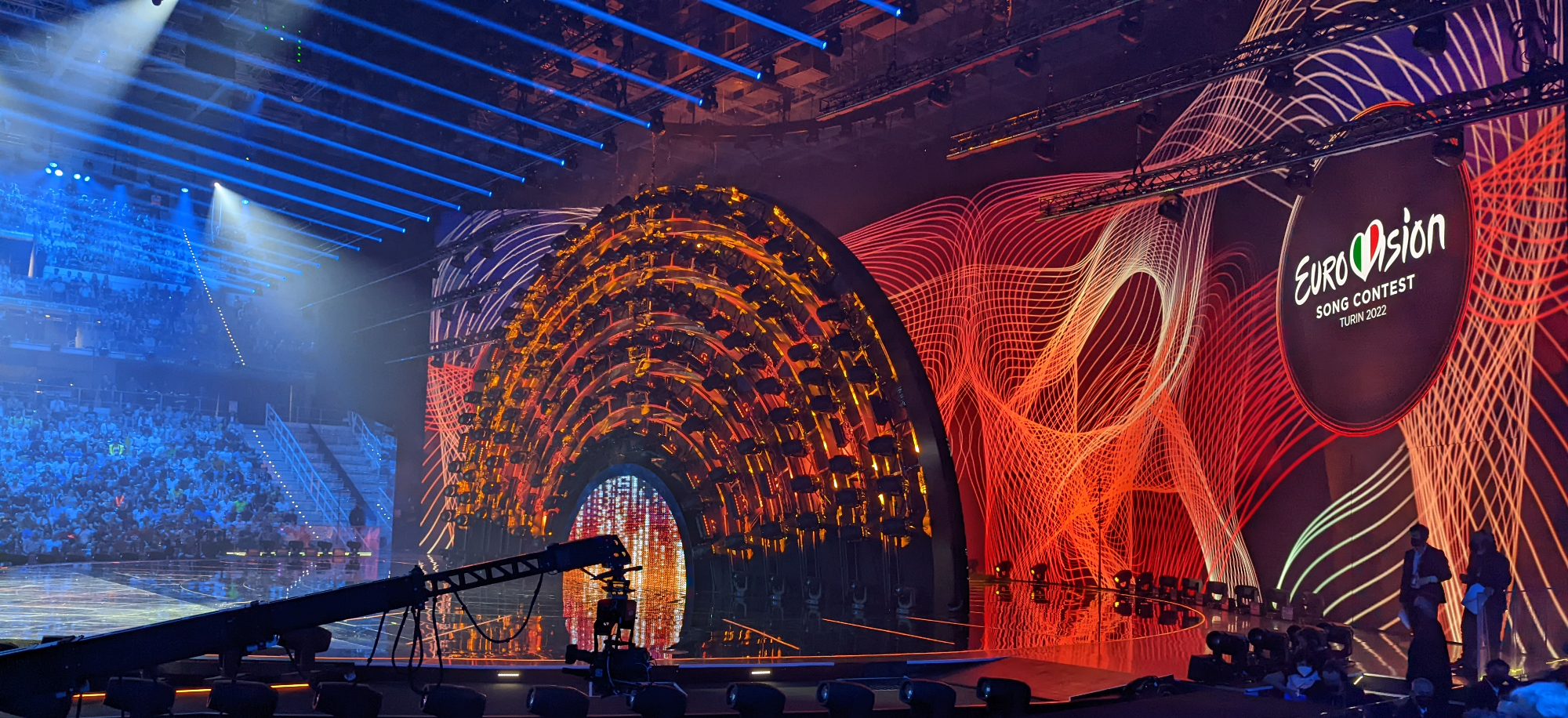
Scène du concours.

Le 21 janvier 2022, l'UER et le diffuseur italien Rai révèlent le slogan The Sound of Beauty (en français Le Son de la Beauté) et le logo du Concours,. Le logo se veut représenter le son et ses propriétés, notamment par l'usage de structures symétriques et de cymatiques. Les jardins à l'italienne ont également été une importante source d'inspiration car leur design repose également sur la symétrie. La police de caractères du slogan, Arsenica, s'inspire des polices utilisées sur les posters italiens du début du XXe siècle,.
Le 27 novembre 2021, il est annoncé que la scénographe italienne Francesca Montinaro et son atelier — auparavant responsable, entre autres, de la scénographie du Festival de Sanremo en 2013 et 2019 — réalisent le design de la scène de l'Eurovision 2022, succédant ainsi à Florian Wieder. C'est la première fois depuis l'édition 2016 que la scénographie est réalisée par une équipe du pays hôte,. Le design de la scène est dévoilé le 18 février 2022. L'œuvre s'intitule The Sun Within et, en lien avec le logo, s'inspire du mouvement et de la lumière. La scène comporte ainsi une série d'arches mouvantes, représentant le Soleil. Elle est entourée par une chute d'eau, représentant la mer, la scène devient une péninsule représentant l'Italie elle-même. Finalement, la green room prend la forme d'un jardin miniature luxuriant. La créatrice de la scène dit s'être inspirée notamment du caractère et de l'hospitalité italiens et de l'inclusivité de l'Eurovision,.

## Concours

### Liste des participants
Le 20 octobre 2021, l'UER dévoile la liste des pays participants, au nombre de quarante-et-un. Parmi eux, le Monténégro et l'Arménie font leur retour après avoir participé pour la dernière fois en 2019,. Le 25 février 2022, à la suite de l'invasion de l'Ukraine par la Russie, l'UER décide de disqualifier la Russie, déclarant que « l'inclusion d'une participation russe lors du concours de cette année porterait atteinte à la réputation de la compétition »,,. Le nombre de participants est ainsi ramené à quarante.
Malgré l'annonce d'un retour d'Andorre et le soutien affirmé de Susanna Georgi, dernière représentante du pays,, le diffuseur RTVA annonce finalement ne pas prévoir de retour à l'Eurovision. De plus, la Biélorussie, exclue de l'UER, n'est plus en droit de participer. Enfin, malgré des discussions entre le diffuseur national turc TRT et l'UER, confirmées par Ibrahim Eren, directeur général de TRT, le pays ne figure pas sur la liste des participants,. Les diffuseurs bosnien et leichtensteinois renoncent respectivement à un retour et un début en raison de difficultés financières. Les diffuseurs luxembourgeois, monégasque et slovaque annoncent leur non-participation sans citer de raisons. Les absences de la Hongrie et du Maroc ne sont confirmées que lors de la publication de la liste des participants,.

### Tirage au sort des demi-finales

Pays participant à la première demi-finale
Pays pré-qualifié votant dans la première demi-finale
Pays participant à la deuxième demi-finale
Pays pré-qualifié votant dans la deuxième demi-finale

Pour répartir les pays dans les différentes demi-finales, un tirage au sort aura lieu. Lors de celui-ci, les pays qualifiés d'office pour la finale — l'Italie, pays hôte, ainsi que les quatre autres principaux contributeurs financiers de l'UER : l'Allemagne, l'Espagne, la France et le Royaume-Uni — tirent, pour leur part, la demi-finale durant laquelle ils auront le droit de vote. En raison du nombre impair de qualifiés automatiques, l'UER décide que deux voteront lors de la première demi-finale et trois lors de la deuxième.
Le tirage a lieu le 25 janvier 2022 et est en fonction des lots suivants, basés sur les tendances des votes lors des concours précédents,.
| Lot 1                                                                    | Lot 2                                                         | Lot 3                                                         | Lot 4                                                        | Lot 5                                                           | Lot 6                                                          |
| ------------------------------------------------------------------------ | ------------------------------------------------------------- | ------------------------------------------------------------- | ------------------------------------------------------------ | --------------------------------------------------------------- | -------------------------------------------------------------- |
| - Albanie - Croatie - Macédoine du Nord - Monténégro - Serbie - Slovénie | - Australie - Danemark - Finlande - Islande - Norvège - Suède | - Arménie - Azerbaïdjan - Géorgie - Israël - Russie - Ukraine | - Bulgarie - Chypre - Grèce - Malte - Portugal - Saint-Marin | - Estonie - Lettonie - Lituanie - Moldavie - Pologne - Roumanie | - Autriche - Belgique - Irlande - Pays-Bas - Suisse - Tchéquie |

### Artistes de retour
L'édition 2022 voit cinq artistes ayant déjà participé prendre part à nouveau au concours : Stoyan Yankoulov — percussionniste du groupe Intelligent Music Project — a déjà représenté la Bulgarie en 2007 et 2013 aux côtés d'Elitsa Todorova ; Mahmood a représenté l'Italie en 2019 ; le groupe Zdob și Zdub a représenté la Moldavie en 2005 et 2011 ; et Ihor Didenchuk, membre de Kalush Orchestra, a représenté l'Ukraine au sein de Go_A en 2021. De plus, il est révélé après l'Eurovision que le guitariste de Circus Mircus était Nika Kocharov, représentant de la Géorgie en 2016.

### Prestations de secours
Le 30 novembre 2021, le club grec de l'Organisation générale des amateurs de l'Eurovision révèle que l'UER exige que tous les radiodiffuseurs nationaux enregistrent un « live-on-tape », enregistrement dans les conditions du direct préalable à l'événement pouvant être utilisé si un participant ne peut se rendre à Turin ou est mis en quarantaine à l'arrivée,,. Le superviseur exécutif du concours Martin Österdahl confirme plus tard cette information.

### Cartes postales
Les cartes postales sont imaginées en concordance avec le thème de l'édition : The Sound of Beauty. L'ambition de ces cartes postales est de montrer des lieux pittoresques d'Italie — un différent pour chaque carte — au travers d'un drone nommé LEO survolant une localisation en Italie. Des photos et des éléments du monde artistique des représentants sont superposés à cette vidéo. En raison de la pandémie de Covid-19, les représentants ne se déplacent pas en Italie pour le tournage mais apparaissent par incrustation dans une vidéo où ils interagissent avec LEO,.

### Répétitions
Les répétitions des demi-finalistes se déroulent dans les semaines qui précèdent l'événement, du 30 avril au 6 mai 2022. Chaque participant a deux répétitions individuelles : la première d'une durée de 30 minutes, la seconde d'une durée de 20 minutes, se déroulant dans l'ordre de passage des demi-finales. Les pays qualifiés d'office — les membres du Big Five — ont également deux répétitions individuelles : la première le jeudi 5 mai 2022 et la seconde le samedi 7 mai 2022. Deux conférences de presse par participant sont également prévues : une après chaque répétition.
Les répétitions générales sont au nombre de trois par show : deux la veille et une le jour-même. La deuxième répétition générale, souvent nommée jury show, a lieu la veille du direct à la même heure et se déroule devant les jurys nationaux qui enregistrent leurs votes. Elle est donc d'une grande importance pour les participants.

### Première demi-finale
Cette demi-finale a lieu le mardi 10 mai 2022. L'ordre de passage des participants, déterminé par les producteurs, est annoncé le 29 mars 2022.

#### Ouverture et entracte
La première demi-finale est ouverte par un numéro sur le thème de l'ingéniosité et de la créativité italiennes, pendant lequel le drone LEO part de l'atelier d'un inventeur imaginaire pour rejoindre le Pala Olimpico,. Il est accompagné de l'hymne officiel du concours, The Sound of Beauty, interprété par Sherol Dos Santos.
Une partie de l'entracte est assuré par Dardust, Benny Benassi et le groupe Sophie and The Giants avec The Dance of Beauty, numéro célébrant la musique dance italienne. Accompagnés de la chef d'orchestre Sylvia Catasta, ils interprétent un medley de Horizon in Your Eyes, Satisfaction et Golden Nights,,. Un bref hommage à Raffaella Carrà, interprété par les présentateurs, suit. De plus, Diodato interprète sa chanson Fai rumore, avec laquelle il aurait dû représenter l'Italie au Concours 2020, à Rotterdam, avant son annulation,,,.

#### Résultats
La France et l'Italie votent et un extrait de leur chanson est diffusé lors de cette demi-finale,. Les qualifiés sont : la Lituanie, la Suisse, l'Ukraine, les Pays-Bas, la Moldavie, le Portugal, l'Islande, la Grèce, la Norvège et l'Arménie. Cette demi-finale voit l'Arménie se qualifier pour la première fois depuis 2017. À l'inverse, l'Albanie échoue à se qualifier pour la première fois depuis 2017 et la Bulgarie pour la première fois depuis 2013.
- Qualifiés
- Dernier

| Ordre | Pays     | Artiste                        | Chanson                 | Langue             | Place | Points |
| ----- | -------- | ------------------------------ | ----------------------- | ------------------ | ----- | ------ |
| 01    | Albanie  | Ronela Hajati                  | Sekret                  | Albanais, anglais  | 12    | 58     |
| 02    | Lettonie | Citi Zēni                      | Eat Your Salad          | Anglais            | 14    | 55     |
| 03    | Lituanie | Monika Liu                     | Sentimentai             | Lituanien          | 07    | 159    |
| 04    | Suisse   | Marius Bear                    | Boys Do Cry             | Anglais            | 09    | 118    |
| 05    | Slovénie | LPS                            | Disko                   | Slovène            | 17    | 15     |
| 06    | Ukraine  | Kalush Orchestra               | Stefania (Стефанія)     | Ukrainien          | 01    | 337    |
| 07    | Bulgarie | Intelligent Music Project      | Intention               | Anglais            | 16    | 29     |
| 08    | Pays-Bas | S10                            | De diepte               | Néerlandais        | 02    | 221    |
| 09    | Moldavie | Zdob și Zdub et Frații Advahov | Trenulețul              | Roumain            | 08    | 154    |
| 10    | Portugal | MARO                           | Saudade, saudade        | Anglais, portugais | 04    | 208    |
| 11    | Croatie  | Mia Dimšić                     | Guilty Pleasure         | Anglais, croate    | 11    | 75     |
| 12    | Danemark | Reddi                          | The Show                | Anglais            | 13    | 55     |
| 13    | Autriche | LUM!X feat. Pia Maria          | Halo                    | Anglais            | 15    | 42     |
| 14    | Islande  | Systur                         | Með hækkandi sól        | Islandais          | 10    | 103    |
| 15    | Grèce    | Amanda Tenfjord                | Die Together            | Anglais            | 03    | 211    |
| 16    | Norvège  | Subwoolfer                     | Give That Wolf a Banana | Anglais            | 06    | 177    |
| 17    | Arménie  | Rosa Linn                      | SNAP                    | Anglais            | 05    | 187    |

### Deuxième demi-finale
Cette demi-finale a lieu le jeudi 12 mai 2022. L'ordre de passage des participants, déterminé par les producteurs, est annoncé le 29 mars 2022.

#### Ouverture et entracte
L'ouverture de la deuxième demi-finale est assurée par Alessandro Cattelan avec The Italian Way, un numéro humoristique portant sur la « gesticulation italienne »,.
Une partie de l'entracte est assurée par Mika et Laura Pausini qui interprètent ensemble un medley de Fragile et People Have the Power,,.
De plus‚ le groupe Il Volo interprète une nouvelle version de leur chanson Grande amore avec laquelle il a fini 3e au Concours 2015,,,. Cependant, seuls deux membres du groupe, Ignazio Boschetto et Piero Barone, se produisent en direct sur scène au Pala Olimpico, tandis que Gianluca Ginoble apparaît à distance après avoir été testé positif au Covid-19.

#### Résultats
L'Allemagne, l'Espagne et le Royaume-Uni votent et un extrait de leur chanson est diffusé lors de cette demi-finale,. Les qualifiés sont : la Finlande, la Serbie, l'Azerbaïdjan, l'Australie, l'Estonie, la Roumanie, la Pologne, la Belgique, la Suède et la Tchéquie. Cette demi-finale voit la Roumanie et la Pologne se qualifier pour la première fois depuis 2017. À l'inverse, Chypre échoue pour la première fois depuis 2013 et Israël pour la première fois depuis 2014, ainsi que Malte et Saint-Marin pour la première fois depuis 2018.
- Qualifiés
- Dernier

| Ordre | Pays              | Artiste           | Chanson         | Langue            | Place | Points |
| ----- | ----------------- | ----------------- | --------------- | ----------------- | ----- | ------ |
| 01    | Finlande          | The Rasmus        | Jezebel         | Anglais           | 07    | 162    |
| 02    | Israël            | Michael Ben David | I.M             | Anglais           | 13    | 61     |
| 03    | Serbie            | Konstrakta        | In corpore sano | Serbe, latin      | 03    | 237    |
| 04    | Azerbaïdjan       | Nadir Rüstəmli    | Fade to Black   | Anglais           | 10    | 96     |
| 05    | Géorgie           | Circus Mircus     | Lock Me In      | Anglais           | 18    | 22     |
| 06    | Malte             | Emma Muscat       | I Am What I Am  | Anglais           | 16    | 47     |
| 07    | Saint-Marin       | Achille Lauro     | Stripper        | Italien, anglais  | 14    | 50     |
| 08    | Australie         | Sheldon Riley     | Not the Same    | Anglais           | 02    | 243    |
| 09    | Chypre            | Andromache        | Ela (Έλα)       | Anglais, grec     | 12    | 63     |
| 10    | Irlande           | Brooke            | That's Rich     | Anglais           | 15    | 47     |
| 11    | Macédoine du Nord | Andrea            | Circles         | Anglais           | 11    | 76     |
| 12    | Estonie           | Stefan            | Hope            | Anglais           | 05    | 209    |
| 13    | Roumanie          | WRS               | Llámame         | Anglais, espagnol | 09    | 118    |
| 14    | Pologne           | Ochman            | River           | Anglais           | 06    | 198    |
| 15    | Monténégro        | Vladana           | Breathe         | Anglais           | 17    | 33     |
| 16    | Belgique          | Jérémie Makiese   | Miss You        | Anglais           | 08    | 151    |
| 17    | Suède             | Cornelia Jakobs   | Hold Me Closer  | Anglais           | 01    | 396    |
| 18    | Tchéquie          | We Are Domi       | Lights Off      | Anglais           | 04    | 227    |

### Finale
La finale a lieu le samedi 14 mai 2022. Le pays hôte, l'Italie, tire au sort le numéro 9 dans l'ordre de passage pour la finale lors du Meeting des Délégations le 15 mars 2022,. Les autres pays du Big Five procèdent, après leur seconde répétition, à un tirage au sort déterminant dans quelle partie de la finale ils concourent,. Enfin, pour les vingt qualifiés, une conférence de presse est organisée à la suite de chaque demi-finale durant laquelle un tirage au sort similaire a ensuite lieu,,,, permettant aux producteurs du concours de décider et diffuser l'ordre de passage pendant la nuit suivant la deuxième demi-finale,,.

#### Ouverture et entracte
Le traditionnel défilé des finalistes d'ouverture est accompagné par le groupe Rockin' 1000, qui interprètent Give Peace a Chance. De plus, Laura Pausini interprètent un medley de ses chansons les plus connues — Benvenuto, Io canto, La solitudine et Le cose che vivi — concluant avec sa chanson la plus récente, Scatola,,.
Une partie de l'entracte sera assurée par le vainqueur de l'Eurovision 2021, Måneskin, qui interprètent son nouveau titre Supermodel et If I Can Dream,. Gigliola Cinquetti, la gagnante de l'Eurovision 1964, interprète ensuite sa chanson victorieuse Non ho l'età. De plus, Mika interprète un medley de ses chansons : Love Today, Grace Kelly, son nouveau titre Yoyo et Happy Ending,,.

#### Vote
Lors de la distribution du vote des jurys, le Royaume-Uni, la Suède et l'Espagne prennent rapidement la tête du vote. Le Royaume-Uni prend définitivement la tête du vote dès le vote albanais, 6e dans l'ordre du vote. La Suède et l'Espagne se disputent temporairement la 2e place, jusqu'au vote islandais, 19e dans l'ordre, où la Suède prend définitivement la 2e et l'Espagne la 3e. Au terme du vote des jurys, le Top 5 est constitué, dans l'ordre : du Royaume-Uni, de la Suède, de l'Espagne, de l'Ukraine et du Portugal.
Lors de la séquence de télévote, les premiers points attribués ne perturbent que peu le classement. Cependant, la Moldavie — 20e du vote des jurys mais 2e au télévote — reçoit rapidement 239 points après n'en avoir reçu que 14 des jurys. La Serbie, 11e des jurys mais 4e au télévote, prend temporairement la tête après l'annonce de ses points. Elle la garde jusqu'à l'annonce des points reçus par l'Ukraine. Cette dernière reçoit un score de 439 points — sur un maximum de 468 — de la part du télévote, un nouveau record. À ce stade, seuls l'Espagne, la Suède et le Royaume-Uni doivent encore recevoir des points, mais aucun n'en reçoit suffisamment pour remporter la victoire. L'Ukraine remporte alors le Concours avec 631 points.
Les deux classements montrent des différences de préférence entre les téléspectateurs et les jurys. Le plus grand écart est celui de la Moldavie, arrivée 20e du classement des jurys mais 2e du télévote, soit 18 places de différence. Viennent ensuite l'Australie, classée 9e par les jurys mais 24e au télévote, soit 15 places de différence ; la Suisse, classée 12e par les jurys mais 25e et dernière au télévote, soit 13 places de différence, un écart partagé par l'Azerbaïdjan — 10e des jurys mais 23e au télévote —. Le Portugal et la Norvège arrivent respectivement 5e et 17e des jurys mais 15e et 7e au télévote, soit 10 places d'écart,.

#### Résultats

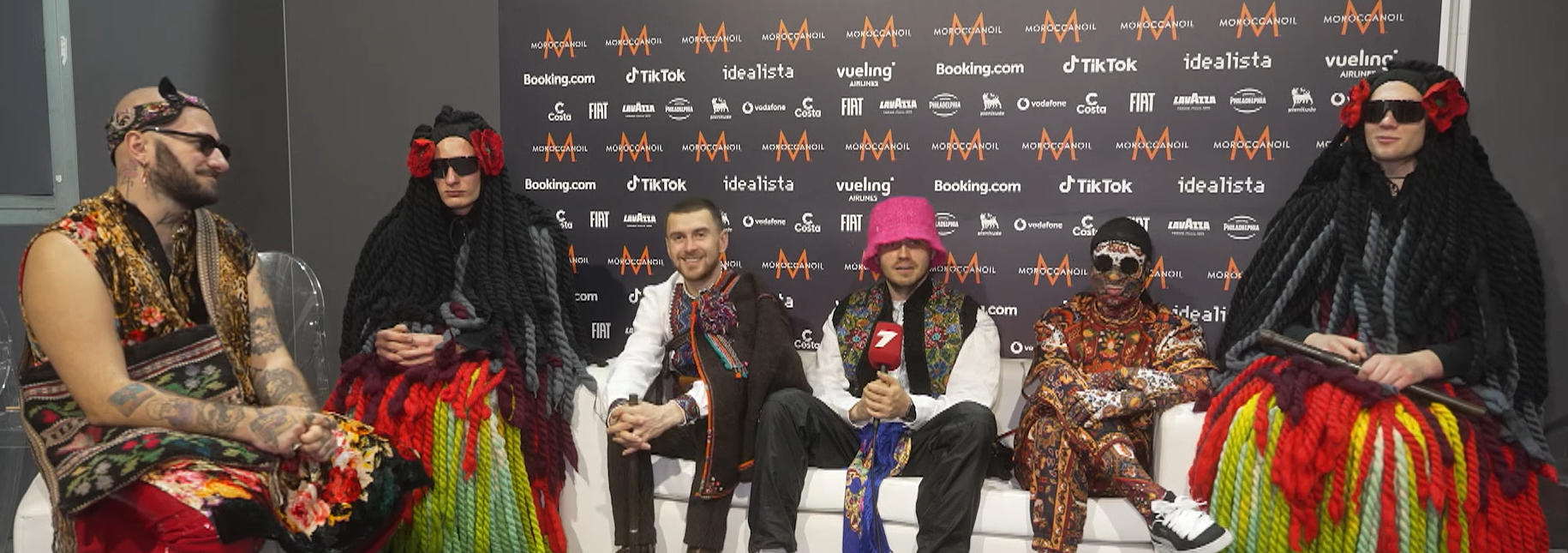
Kalush Orchestra, lauréats du Concours Eurovision de la chanson 2022.

Cette édition est remportée par l'Ukraine, représentée par Kalush Orchestra avec leur chanson Stefania, recevant un total de 631 points. Il s'agit de la troisième victoire du pays à l'Eurovision, la dernière étant en 2016. Cette victoire marque deux nouveaux records : d'une part, le plus grand nombre de points reçus au télévote, soit 439 ; d'autre part le nombre de « douze points » reçus : 33, dont 28 en provenance du télévote et 5 des jurys. C'est également la première victoire d'une chanson intégralement interprétée en ukrainien.
Le Royaume-Uni arrive en deuxième position avec 466 points, réalisant ainsi son premier Top 10 depuis 2009 et son meilleur résultat depuis 1998. Le pays se classe par ailleurs 1er au vote des jurys nationaux. Le podium est complété par l'Espagne avec 459 points, qui obtient son premier Top 10 depuis 2014 et son meilleur résultat depuis 1995. Viennent ensuite la Suède avec 438 points et la Serbie avec 312 points, cette dernière obtenant son meilleur résultat depuis 2012. Le Top 10 est complété par l'Italie, la Moldavie, la Grèce, le Portugal et la Norvège.
Pour la première fois depuis 2012, trois pays du Big 5 atteignent le Top 10 : le Royaume-Uni, l'Espagne et l'Italie, arrivés respectivement 2e, 3e et 6e. Les deux autres qualifiés d'office terminent en fin de classement, la France terminant 24e, son pire résultat depuis 2015, et l'Allemagne finissant en 25e et dernière place avec 6 points.
- Premier
- Deuxième
- Troisième
- Dernier

| Ordre | Pays        | Artiste                        | Chanson                 | Langue             | Place | Points |
| ----- | ----------- | ------------------------------ | ----------------------- | ------------------ | ----- | ------ |
| 01    | Tchéquie    | We Are Domi                    | Lights Off              | Anglais            | 22    | 38     |
| 02    | Roumanie    | WRS                            | Llámame                 | Anglais, espagnol  | 18    | 65     |
| 03    | Portugal    | MARO                           | Saudade, saudade        | Anglais, portugais | 09    | 207    |
| 04    | Finlande    | The Rasmus                     | Jezebel                 | Anglais            | 21    | 38     |
| 05    | Suisse      | Marius Bear                    | Boys Do Cry             | Anglais            | 17    | 78     |
| 06    | France      | Alvan & Ahez                   | Fulenn                  | Breton             | 24    | 17     |
| 07    | Norvège     | Subwoolfer                     | Give That Wolf a Banana | Anglais            | 10    | 182    |
| 08    | Arménie     | Rosa Linn                      | SNAP                    | Anglais            | 20    | 61     |
| 09    | Italie H T  | Mahmood et Blanco              | Brividi                 | Italien            | 06    | 268    |
| 10    | Espagne     | Chanel                         | SloMo                   | Espagnol, anglais  | 03    | 459    |
| 11    | Pays-Bas    | S10                            | De diepte               | Néerlandais        | 11    | 171    |
| 12    | Ukraine     | Kalush Orchestra               | Stefania (Стефанія)     | Ukrainien          | 01    | 631    |
| 13    | Allemagne   | Malik Harris                   | Rockstars               | Anglais            | 25    | 6      |
| 14    | Lituanie    | Monika Liu                     | Sentimentai             | Lituanien          | 14    | 128    |
| 15    | Azerbaïdjan | Nadir Rüstəmli                 | Fade to Black           | Anglais            | 16    | 106    |
| 16    | Belgique    | Jérémie Makiese                | Miss You                | Anglais            | 19    | 64     |
| 17    | Grèce       | Amanda Tenfjord                | Die Together            | Anglais            | 08    | 215    |
| 18    | Islande     | Systur                         | Með hækkandi sól        | Islandais          | 23    | 20     |
| 19    | Moldavie    | Zdob și Zdub et Frații Advahov | Trenulețul              | Roumain            | 07    | 253    |
| 20    | Suède       | Cornelia Jakobs                | Hold Me Closer          | Anglais            | 04    | 438    |
| 21    | Australie   | Sheldon Riley                  | Not the Same            | Anglais            | 15    | 125    |
| 22    | Royaume-Uni | Sam Ryder                      | Space Man               | Anglais            | 02    | 466    |
| 23    | Pologne     | Ochman                         | River                   | Anglais            | 12    | 151    |
| 24    | Serbie      | Konstrakta                     | In corpore sano         | Serbe, latin       | 05    | 312    |
| 25    | Estonie     | Stefan                         | Hope                    | Anglais            | 13    | 141    |

#### Conférence de presse du gagnant
Une conférence de presse a lieu après la finale. Kalush Orchestra s'exprime sur leur victoire, notamment leur ressenti à la suite du concours. Le groupe partage notamment sur l'impact de cette victoire pour le peuple ukrainien dans le contexte de l'invasion de l'Ukraine par la Russie ainsi que celui qu'a potentiellement eu cette invasion sur le vote et leurs chances de victoire. Le groupe s'exprime également au sujet du lieu de l'édition suivante, réaffirmant la volonté du diffuseur ukrainien d'accueillir l'Eurovision 2023 dans une Ukraine en paix. Marquant la clôture de l'événement, c'est lors de cette conférence de presse que Martin Österdahl, superviseur exécutif, remet à la délégation ukrainienne un premier cahier des charges pour l'accueil du concours 2023,.

### Tableaux des votes

#### Première demi-finale
- Dix premiers par les jurys
- Dix premiers par le télévote
- Pays qualifiés
- Dernier

| Détail du vote des jurys lors de la première demi-finale  | Détail du vote des jurys lors de la première demi-finale | Détail du vote des jurys lors de la première demi-finale | Détail du vote des jurys lors de la première demi-finale | Détail du vote des jurys lors de la première demi-finale | Détail du vote des jurys lors de la première demi-finale | Détail du vote des jurys lors de la première demi-finale | Détail du vote des jurys lors de la première demi-finale | Détail du vote des jurys lors de la première demi-finale | Détail du vote des jurys lors de la première demi-finale | Détail du vote des jurys lors de la première demi-finale | Détail du vote des jurys lors de la première demi-finale | Détail du vote des jurys lors de la première demi-finale | Détail du vote des jurys lors de la première demi-finale | Détail du vote des jurys lors de la première demi-finale | Détail du vote des jurys lors de la première demi-finale | Détail du vote des jurys lors de la première demi-finale | Détail du vote des jurys lors de la première demi-finale | Détail du vote des jurys lors de la première demi-finale | Détail du vote des jurys lors de la première demi-finale | Détail du vote des jurys lors de la première demi-finale | Détail du vote des jurys lors de la première demi-finale |
|                                                           |                                                          | Points attribués                                         | Points attribués                                         | Points attribués                                         | Points attribués                                         | Points attribués                                         | Points attribués                                         | Points attribués                                         | Points attribués                                         | Points attribués                                         | Points attribués                                         | Points attribués                                         | Points attribués                                         | Points attribués                                         | Points attribués                                         | Points attribués                                         | Points attribués                                         | Points attribués                                         | Points attribués                                         | Points attribués                                         | Points attribués                                         |
| --------------------------------------------------------- | -------------------------------------------------------- | -------------------------------------------------------- | -------------------------------------------------------- | -------------------------------------------------------- | -------------------------------------------------------- | -------------------------------------------------------- | -------------------------------------------------------- | -------------------------------------------------------- | -------------------------------------------------------- | -------------------------------------------------------- | -------------------------------------------------------- | -------------------------------------------------------- | -------------------------------------------------------- | -------------------------------------------------------- | -------------------------------------------------------- | -------------------------------------------------------- | -------------------------------------------------------- | -------------------------------------------------------- | -------------------------------------------------------- | -------------------------------------------------------- | -------------------------------------------------------- |
| Drapeau de l'Albanie                                      | Drapeau de la Lettonie                                   | Drapeau de la Lituanie                                   | Drapeau de la Suisse                                     | Drapeau de la Slovénie                                   | Drapeau de l'Ukraine                                     | Drapeau de la Bulgarie                                   | Drapeau des Pays-Bas                                     | Drapeau de la Moldavie                                   | Drapeau du Portugal                                      | Drapeau de la Croatie                                    | Drapeau du Danemark                                      | Drapeau de l'Autriche                                    | Drapeau de l'Islande                                     | Drapeau de la Grèce                                      | Drapeau de la Norvège                                    | Drapeau de l'Arménie                                     | Drapeau de la France                                     | Drapeau de l'Italie                                      | Total                                                    |                                                          |                                                          |
| Pays                                                      | Albanie                                                  |                                                          | –                                                        | –                                                        | –                                                        | –                                                        | –                                                        | –                                                        | –                                                        | –                                                        | –                                                        | –                                                        | –                                                        | –                                                        | –                                                        | 12                                                       | –                                                        | –                                                        | –                                                        | –                                                        | 12                                                       |
| Pays                                                      | Lettonie                                                 | –                                                        |                                                          | 2                                                        | 2                                                        | 3                                                        | –                                                        | 3                                                        | –                                                        | 4                                                        | 12                                                       | –                                                        | 1                                                        | 1                                                        | 4                                                        | 4                                                        | –                                                        | 2                                                        | –                                                        | 1                                                        | 39                                                       |
| Pays                                                      | Lituanie                                                 | –                                                        | 1                                                        |                                                          | 3                                                        | 12                                                       | –                                                        | –                                                        | 2                                                        | –                                                        | 6                                                        | 10                                                       | 5                                                        | –                                                        | 8                                                        | –                                                        | 5                                                        | –                                                        | 2                                                        | 2                                                        | 56                                                       |
| Pays                                                      | Suisse                                                   | 6                                                        | 4                                                        | 10                                                       |                                                          | 4                                                        | 6                                                        | 12                                                       | 7                                                        | 10                                                       | 4                                                        | 6                                                        | 6                                                        | 7                                                        | 5                                                        | –                                                        | 4                                                        | 5                                                        | 5                                                        | 6                                                        | 107                                                      |
| Pays                                                      | Slovénie                                                 | –                                                        | –                                                        | –                                                        | –                                                        |                                                          | –                                                        | –                                                        | 1                                                        | 1                                                        | –                                                        | 5                                                        | –                                                        | –                                                        | –                                                        | –                                                        | –                                                        | –                                                        | –                                                        | –                                                        | 7                                                        |
| Pays                                                      | Ukraine                                                  | 12                                                       | 12                                                       | 12                                                       | 8                                                        | 7                                                        |                                                          | –                                                        | 8                                                        | 12                                                       | 7                                                        | 7                                                        | 7                                                        | –                                                        | 10                                                       | 3                                                        | 6                                                        | 7                                                        | 10                                                       | 7                                                        | 135                                                      |
| Pays                                                      | Bulgarie                                                 | 1                                                        | –                                                        | –                                                        | –                                                        | –                                                        | –                                                        |                                                          | –                                                        | –                                                        | –                                                        | –                                                        | –                                                        | –                                                        | –                                                        | 10                                                       | –                                                        | –                                                        | –                                                        | –                                                        | 11                                                       |
| Pays                                                      | Pays-Bas                                                 | 10                                                       | 3                                                        | 8                                                        | 12                                                       | 10                                                       | 12                                                       | 4                                                        |                                                          | 2                                                        | 8                                                        | 2                                                        | 12                                                       | 8                                                        | 7                                                        | 6                                                        | 8                                                        | 12                                                       | 8                                                        | 10                                                       | 142                                                      |
| Pays                                                      | Moldavie                                                 | –                                                        | –                                                        | 1                                                        | –                                                        | –                                                        | 2                                                        | 1                                                        | –                                                        |                                                          | 1                                                        | –                                                        | –                                                        | –                                                        | –                                                        | 7                                                        | 1                                                        | 1                                                        | –                                                        | 5                                                        | 19                                                       |
| Pays                                                      | Portugal                                                 | 4                                                        | 5                                                        | 7                                                        | 4                                                        | 6                                                        | 8                                                        | 5                                                        | 10                                                       | 5                                                        |                                                          | 12                                                       | 8                                                        | 10                                                       | 6                                                        | 5                                                        | 10                                                       | 10                                                       | 6                                                        | –                                                        | 121                                                      |
| Pays                                                      | Croatie                                                  | 3                                                        | –                                                        | –                                                        | –                                                        | 8                                                        | 3                                                        | 6                                                        | 3                                                        | –                                                        | –                                                        |                                                          | –                                                        | 3                                                        | –                                                        | 8                                                        | –                                                        | 4                                                        | –                                                        | 4                                                        | 42                                                       |
| Pays                                                      | Danemark                                                 | –                                                        | 6                                                        | 5                                                        | 5                                                        | –                                                        | 5                                                        | 2                                                        | –                                                        | –                                                        | –                                                        | 3                                                        |                                                          | 5                                                        | 1                                                        | –                                                        | 3                                                        | –                                                        | –                                                        | –                                                        | 35                                                       |
| Pays                                                      | Autriche                                                 | –                                                        | –                                                        | –                                                        | –                                                        | –                                                        | –                                                        | –                                                        | –                                                        | –                                                        | –                                                        | –                                                        | –                                                        |                                                          | –                                                        | 2                                                        | –                                                        | –                                                        | 1                                                        | 3                                                        | 6                                                        |
| Pays                                                      | Islande                                                  | 5                                                        | 8                                                        | 4                                                        | 6                                                        | –                                                        | 4                                                        | –                                                        | 5                                                        | 3                                                        | 10                                                       | 4                                                        | 4                                                        | 2                                                        |                                                          | –                                                        | 2                                                        | 3                                                        | 4                                                        | –                                                        | 64                                                       |
| Pays                                                      | Grèce                                                    | 8                                                        | 10                                                       | 6                                                        | 10                                                       | 5                                                        | 7                                                        | 10                                                       | 12                                                       | 8                                                        | 5                                                        | 8                                                        | 10                                                       | 6                                                        | 2                                                        |                                                          | 12                                                       | 8                                                        | 12                                                       | 12                                                       | 151                                                      |
| Pays                                                      | Norvège                                                  | 2                                                        | 7                                                        | 3                                                        | 7                                                        | 2                                                        | 1                                                        | 7                                                        | 6                                                        | 7                                                        | 2                                                        | –                                                        | 3                                                        | 4                                                        | 12                                                       | 1                                                        |                                                          | 6                                                        | 3                                                        | –                                                        | 73                                                       |
| Pays                                                      | Arménie                                                  | 7                                                        | 2                                                        | –                                                        | 1                                                        | 1                                                        | 10                                                       | 8                                                        | 4                                                        | 6                                                        | 3                                                        | 1                                                        | 2                                                        | 12                                                       | 3                                                        | –                                                        | 7                                                        |                                                          | 7                                                        | 8                                                        | 82                                                       |
| Le tableau suit l'ordre de passage des pays participants. |                                                          |                                                          |                                                          |                                                          |                                                          |                                                          |                                                          |                                                          |                                                          |                                                          |                                                          |                                                          |                                                          |                                                          |                                                          |                                                          |                                                          |                                                          |                                                          |                                                          |                                                          |

| Détail du télévote lors de la première demi-finale        | Détail du télévote lors de la première demi-finale | Détail du télévote lors de la première demi-finale | Détail du télévote lors de la première demi-finale | Détail du télévote lors de la première demi-finale | Détail du télévote lors de la première demi-finale | Détail du télévote lors de la première demi-finale | Détail du télévote lors de la première demi-finale | Détail du télévote lors de la première demi-finale | Détail du télévote lors de la première demi-finale | Détail du télévote lors de la première demi-finale | Détail du télévote lors de la première demi-finale | Détail du télévote lors de la première demi-finale | Détail du télévote lors de la première demi-finale | Détail du télévote lors de la première demi-finale | Détail du télévote lors de la première demi-finale | Détail du télévote lors de la première demi-finale | Détail du télévote lors de la première demi-finale | Détail du télévote lors de la première demi-finale | Détail du télévote lors de la première demi-finale | Détail du télévote lors de la première demi-finale | Détail du télévote lors de la première demi-finale |
|                                                           |                                                    | Points attribués                                   | Points attribués                                   | Points attribués                                   | Points attribués                                   | Points attribués                                   | Points attribués                                   | Points attribués                                   | Points attribués                                   | Points attribués                                   | Points attribués                                   | Points attribués                                   | Points attribués                                   | Points attribués                                   | Points attribués                                   | Points attribués                                   | Points attribués                                   | Points attribués                                   | Points attribués                                   | Points attribués                                   | Points attribués                                   |
| --------------------------------------------------------- | -------------------------------------------------- | -------------------------------------------------- | -------------------------------------------------- | -------------------------------------------------- | -------------------------------------------------- | -------------------------------------------------- | -------------------------------------------------- | -------------------------------------------------- | -------------------------------------------------- | -------------------------------------------------- | -------------------------------------------------- | -------------------------------------------------- | -------------------------------------------------- | -------------------------------------------------- | -------------------------------------------------- | -------------------------------------------------- | -------------------------------------------------- | -------------------------------------------------- | -------------------------------------------------- | -------------------------------------------------- | -------------------------------------------------- |
| Drapeau de l'Albanie                                      | Drapeau de la Lettonie                             | Drapeau de la Lituanie                             | Drapeau de la Suisse                               | Drapeau de la Slovénie                             | Drapeau de l'Ukraine                               | Drapeau de la Bulgarie                             | Drapeau des Pays-Bas                               | Drapeau de la Moldavie                             | Drapeau du Portugal                                | Drapeau de la Croatie                              | Drapeau du Danemark                                | Drapeau de l'Autriche                              | Drapeau de l'Islande                               | Drapeau de la Grèce                                | Drapeau de la Norvège                              | Drapeau de l'Arménie                               | Drapeau de la France                               | Drapeau de l'Italie                                | Total                                              |                                                    |                                                    |
| Pays                                                      | Albanie                                            |                                                    | –                                                  | –                                                  | 8                                                  | 6                                                  | –                                                  | 1                                                  | –                                                  | –                                                  | –                                                  | 2                                                  | –                                                  | 2                                                  | –                                                  | 12                                                 | –                                                  | 2                                                  | 5                                                  | 8                                                  | 46                                                 |
| Pays                                                      | Lettonie                                           | –                                                  |                                                    | 10                                                 | –                                                  | –                                                  | 5                                                  | –                                                  | 1                                                  | –                                                  | –                                                  | –                                                  | –                                                  | –                                                  | –                                                  | –                                                  | –                                                  | –                                                  | –                                                  | –                                                  | 16                                                 |
| Pays                                                      | Lituanie                                           | 1                                                  | 10                                                 |                                                    | 3                                                  | 5                                                  | 12                                                 | 5                                                  | 5                                                  | 6                                                  | 6                                                  | 6                                                  | 8                                                  | 4                                                  | 5                                                  | 5                                                  | 8                                                  | 7                                                  | 6                                                  | 1                                                  | 103                                                |
| Pays                                                      | Suisse                                             | –                                                  | –                                                  | 3                                                  |                                                    | –                                                  | –                                                  | –                                                  | 2                                                  | –                                                  | –                                                  | –                                                  | 1                                                  | 3                                                  | 1                                                  | –                                                  | –                                                  | 1                                                  | –                                                  | –                                                  | 11                                                 |
| Pays                                                      | Slovénie                                           | –                                                  | –                                                  | –                                                  | –                                                  |                                                    | –                                                  | –                                                  | –                                                  | –                                                  | –                                                  | 8                                                  | –                                                  | –                                                  | –                                                  | –                                                  | –                                                  | –                                                  | –                                                  | –                                                  | 8                                                  |
| Pays                                                      | Ukraine                                            | 8                                                  | 12                                                 | 12                                                 | 10                                                 | 10                                                 |                                                    | 12                                                 | 12                                                 | 12                                                 | 12                                                 | 12                                                 | 12                                                 | 12                                                 | 12                                                 | 10                                                 | 10                                                 | 12                                                 | 10                                                 | 12                                                 | 202                                                |
| Pays                                                      | Bulgarie                                           | 12                                                 | –                                                  | –                                                  | –                                                  | –                                                  | –                                                  |                                                    | –                                                  | 5                                                  | –                                                  | –                                                  | –                                                  | –                                                  | –                                                  | 1                                                  | –                                                  | –                                                  | –                                                  | –                                                  | 18                                                 |
| Pays                                                      | Pays-Bas                                           | 3                                                  | 3                                                  | 6                                                  | 2                                                  | 3                                                  | 6                                                  | 3                                                  |                                                    | 8                                                  | 8                                                  | 3                                                  | 4                                                  | 5                                                  | 8                                                  | 4                                                  | 1                                                  | 4                                                  | 4                                                  | 4                                                  | 79                                                 |
| Pays                                                      | Moldavie                                           | –                                                  | 8                                                  | 7                                                  | 7                                                  | 7                                                  | 10                                                 | 8                                                  | 10                                                 |                                                    | 10                                                 | 10                                                 | 6                                                  | 10                                                 | 7                                                  | 6                                                  | 6                                                  | 6                                                  | 7                                                  | 10                                                 | 135                                                |
| Pays                                                      | Portugal                                           | 5                                                  | 6                                                  | 8                                                  | 12                                                 | 2                                                  | 4                                                  | 6                                                  | 6                                                  | 4                                                  |                                                    | 1                                                  | 3                                                  | 1                                                  | 2                                                  | 3                                                  | 2                                                  | 8                                                  | 8                                                  | 6                                                  | 87                                                 |
| Pays                                                      | Croatie                                            | 6                                                  | –                                                  | –                                                  | 6                                                  | 12                                                 | –                                                  | 2                                                  | –                                                  | –                                                  | 1                                                  |                                                    | –                                                  | 6                                                  | –                                                  | –                                                  | –                                                  | –                                                  | –                                                  | –                                                  | 33                                                 |
| Pays                                                      | Danemark                                           | –                                                  | –                                                  | 1                                                  | –                                                  | 1                                                  | –                                                  | –                                                  | –                                                  | 3                                                  | 3                                                  | –                                                  |                                                    | –                                                  | 6                                                  | –                                                  | 4                                                  | –                                                  | –                                                  | –                                                  | 20                                                 |
| Pays                                                      | Autriche                                           | 4                                                  | 1                                                  | –                                                  | 4                                                  | –                                                  | 3                                                  | –                                                  | –                                                  | –                                                  | 2                                                  | 4                                                  | 2                                                  |                                                    | 4                                                  | 2                                                  | 3                                                  | 5                                                  | –                                                  | 2                                                  | 36                                                 |
| Pays                                                      | Islande                                            | –                                                  | 5                                                  | 2                                                  | 1                                                  | –                                                  | 8                                                  | –                                                  | 4                                                  | –                                                  | 2                                                  | –                                                  | 7                                                  | –                                                  |                                                    | –                                                  | 7                                                  | –                                                  | 3                                                  | –                                                  | 39                                                 |
| Pays                                                      | Grèce                                              | 10                                                 | –                                                  | –                                                  | –                                                  | 8                                                  | 1                                                  | 7                                                  | 3                                                  | 1                                                  | 4                                                  | –                                                  | –                                                  | –                                                  | –                                                  |                                                    | 12                                                 | 10                                                 | 1                                                  | 3                                                  | 60                                                 |
| Pays                                                      | Norvège                                            | 2                                                  | 7                                                  | 5                                                  | –                                                  | 4                                                  | 7                                                  | 4                                                  | 7                                                  | 10                                                 | 7                                                  | 7                                                  | 10                                                 | 7                                                  | 10                                                 | 7                                                  |                                                    | 3                                                  | 2                                                  | 5                                                  | 104                                                |
| Pays                                                      | Arménie                                            | 7                                                  | 4                                                  | 4                                                  | 5                                                  | –                                                  | 2                                                  | 10                                                 | 8                                                  | 5                                                  | 7                                                  | 5                                                  | 5                                                  | 8                                                  | 3                                                  | 8                                                  | 5                                                  |                                                    | 12                                                 | 7                                                  | 105                                                |
| Le tableau suit l'ordre de passage des pays participants. |                                                    |                                                    |                                                    |                                                    |                                                    |                                                    |                                                    |                                                    |                                                    |                                                    |                                                    |                                                    |                                                    |                                                    |                                                    |                                                    |                                                    |                                                    |                                                    |                                                    |                                                    |

| Première demi–finale                                      | Jurys | Jurys  | Télévote | Télévote | Total | Total  |
| Première demi–finale                                      | Place | Points | Place    | Points   | Place | Points |
| --------------------------------------------------------- | ----- | ------ | -------- | -------- | ----- | ------ |
| Albanie                                                   | 14e   | 12     | 9e       | 46       | 12e   | 58     |
| Lettonie                                                  | 11e   | 39     | 15e      | 16       | 14e   | 55     |
| Lituanie                                                  | 9e    | 56     | 5e       | 103      | 7e    | 159    |
| Suisse                                                    | 5e    | 107    | 16e      | 11       | 9e    | 118    |
| Slovénie                                                  | 16e   | 7      | 17e      | 8        | 17e   | 15     |
| Ukraine                                                   | 3e    | 135    | 1re      | 202      | 1re   | 337    |
| Bulgarie                                                  | 15e   | 11     | 14e      | 18       | 16e   | 29     |
| Pays-Bas                                                  | 2e    | 142    | 7e       | 79       | 2e    | 221    |
| Moldavie                                                  | 13e   | 19     | 2e       | 135      | 8e    | 154    |
| Portugal                                                  | 4e    | 121    | 6e       | 87       | 4e    | 208    |
| Croatie                                                   | 10e   | 42     | 12e      | 33       | 11e   | 75     |
| Danemark                                                  | 12e   | 35     | 13e      | 20       | 13e   | 55     |
| Autriche                                                  | 17e   | 6      | 11e      | 36       | 15e   | 42     |
| Islande                                                   | 8e    | 64     | 10e      | 39       | 10e   | 103    |
| Grèce                                                     | 1re   | 151    | 8e       | 60       | 3e    | 211    |
| Norvège                                                   | 7e    | 73     | 4e       | 104      | 6e    | 177    |
| Arménie                                                   | 6e    | 82     | 3e       | 105      | 5e    | 187    |
| Le tableau suit l'ordre de passage des pays participants. |       |        |          |          |       |        |

#### Deuxième demi-finale
- Dix premiers par les jurys
- Dix premiers par le télévote
- Pays qualifiés
- Dernier

| Détail du vote des jurys lors de la deuxième demi-finale  | Détail du vote des jurys lors de la deuxième demi-finale | Détail du vote des jurys lors de la deuxième demi-finale | Détail du vote des jurys lors de la deuxième demi-finale | Détail du vote des jurys lors de la deuxième demi-finale | Détail du vote des jurys lors de la deuxième demi-finale | Détail du vote des jurys lors de la deuxième demi-finale | Détail du vote des jurys lors de la deuxième demi-finale | Détail du vote des jurys lors de la deuxième demi-finale | Détail du vote des jurys lors de la deuxième demi-finale | Détail du vote des jurys lors de la deuxième demi-finale | Détail du vote des jurys lors de la deuxième demi-finale | Détail du vote des jurys lors de la deuxième demi-finale | Détail du vote des jurys lors de la deuxième demi-finale | Détail du vote des jurys lors de la deuxième demi-finale | Détail du vote des jurys lors de la deuxième demi-finale | Détail du vote des jurys lors de la deuxième demi-finale | Détail du vote des jurys lors de la deuxième demi-finale | Détail du vote des jurys lors de la deuxième demi-finale | Détail du vote des jurys lors de la deuxième demi-finale | Détail du vote des jurys lors de la deuxième demi-finale | Détail du vote des jurys lors de la deuxième demi-finale | Détail du vote des jurys lors de la deuxième demi-finale | Détail du vote des jurys lors de la deuxième demi-finale |
|                                                           |                                                          | Points attribués                                         | Points attribués                                         | Points attribués                                         | Points attribués                                         | Points attribués                                         | Points attribués                                         | Points attribués                                         | Points attribués                                         | Points attribués                                         | Points attribués                                         | Points attribués                                         | Points attribués                                         | Points attribués                                         | Points attribués                                         | Points attribués                                         | Points attribués                                         | Points attribués                                         | Points attribués                                         | Points attribués                                         | Points attribués                                         | Points attribués                                         | Points attribués                                         |
| --------------------------------------------------------- | -------------------------------------------------------- | -------------------------------------------------------- | -------------------------------------------------------- | -------------------------------------------------------- | -------------------------------------------------------- | -------------------------------------------------------- | -------------------------------------------------------- | -------------------------------------------------------- | -------------------------------------------------------- | -------------------------------------------------------- | -------------------------------------------------------- | -------------------------------------------------------- | -------------------------------------------------------- | -------------------------------------------------------- | -------------------------------------------------------- | -------------------------------------------------------- | -------------------------------------------------------- | -------------------------------------------------------- | -------------------------------------------------------- | -------------------------------------------------------- | -------------------------------------------------------- | -------------------------------------------------------- | -------------------------------------------------------- |
| Drapeau de la Finlande                                    | Drapeau d’Israël                                         | Drapeau de la Serbie                                     | Drapeau de l'Azerbaïdjan                                 | Drapeau de la Géorgie                                    | Drapeau de Malte                                         | Drapeau de Saint-Marin                                   | Drapeau de l'Australie                                   | Drapeau de Chypre                                        | Drapeau de l'Irlande                                     | Drapeau de la Macédoine du Nord                          | Drapeau de l'Estonie                                     | Drapeau de la Roumanie                                   | Drapeau de la Pologne                                    | Drapeau du Monténégro                                    | Drapeau de la Belgique                                   | Drapeau de la Suède                                      | Drapeau de la Tchéquie                                   | Drapeau de l'Allemagne                                   | Drapeau de l'Espagne                                     | Drapeau du Royaume-Uni                                   | Total                                                    |                                                          |                                                          |
| Pays                                                      | Finlande                                                 |                                                          | 5                                                        | 5                                                        | 4                                                        | 3                                                        | 3                                                        | 3                                                        | –                                                        | 2                                                        | –                                                        | 4                                                        | 8                                                        | 4                                                        | 4                                                        | 4                                                        | 5                                                        | 4                                                        | 2                                                        | 1                                                        | 2                                                        | –                                                        | 63                                                       |
| Pays                                                      | Israël                                                   | –                                                        |                                                          | –                                                        | 1                                                        | –                                                        | 2                                                        | –                                                        | 10                                                       | –                                                        | 3                                                        | –                                                        | –                                                        | 1                                                        | 1                                                        | –                                                        | 7                                                        | 3                                                        | –                                                        | 2                                                        | 3                                                        | 1                                                        | 34                                                       |
| Pays                                                      | Serbie                                                   | 8                                                        | 1                                                        |                                                          | 3                                                        | 2                                                        | –                                                        | 2                                                        | 4                                                        | 5                                                        | 7                                                        | 12                                                       | –                                                        | –                                                        | –                                                        | 7                                                        | 2                                                        | –                                                        | –                                                        | –                                                        | 5                                                        | 5                                                        | 63                                                       |
| Pays                                                      | Azerbaïdjan                                              | 7                                                        | –                                                        | 8                                                        |                                                          | 4                                                        | 4                                                        | 4                                                        | 3                                                        | 6                                                        | –                                                        | 1                                                        | 6                                                        | 3                                                        | 3                                                        | 5                                                        | 3                                                        | 5                                                        | 4                                                        | 10                                                       | 12                                                       | 8                                                        | 96                                                       |
| Pays                                                      | Géorgie                                                  | –                                                        | –                                                        | –                                                        | –                                                        |                                                          | 1                                                        | –                                                        | 1                                                        | –                                                        | –                                                        | –                                                        | 3                                                        | –                                                        | –                                                        | –                                                        | –                                                        | –                                                        | 5                                                        | 3                                                        | –                                                        | –                                                        | 13                                                       |
| Pays                                                      | Malte                                                    | –                                                        | 2                                                        | –                                                        | 2                                                        | 1                                                        |                                                          | 1                                                        | –                                                        | –                                                        | 6                                                        | 6                                                        | 1                                                        | –                                                        | –                                                        | –                                                        | –                                                        | 7                                                        | 1                                                        | –                                                        | –                                                        | –                                                        | 27                                                       |
| Pays                                                      | Saint-Marin                                              | 5                                                        | –                                                        | –                                                        | –                                                        | –                                                        | –                                                        |                                                          | –                                                        | –                                                        | –                                                        | –                                                        | –                                                        | 2                                                        | 2                                                        | –                                                        | 12                                                       | –                                                        | –                                                        | –                                                        | –                                                        | –                                                        | 21                                                       |
| Pays                                                      | Australie                                                | 10                                                       | 10                                                       | 2                                                        | 10                                                       | 10                                                       | 10                                                       | 10                                                       |                                                          | 10                                                       | 5                                                        | 5                                                        | 10                                                       | 10                                                       | 10                                                       | 10                                                       | 8                                                        | 12                                                       | 8                                                        | 6                                                        | 10                                                       | 3                                                        | 169                                                      |
| Pays                                                      | Chypre                                                   | 3                                                        | –                                                        | –                                                        | –                                                        | –                                                        | –                                                        | –                                                        | –                                                        |                                                          | 4                                                        | –                                                        | –                                                        | –                                                        | –                                                        | –                                                        | –                                                        | 2                                                        | –                                                        | –                                                        | –                                                        | –                                                        | 9                                                        |
| Pays                                                      | Irlande                                                  | –                                                        | –                                                        | –                                                        | –                                                        | –                                                        | –                                                        | –                                                        | 6                                                        | 1                                                        |                                                          | –                                                        | 4                                                        | –                                                        | –                                                        | –                                                        | 1                                                        | –                                                        | –                                                        | –                                                        | –                                                        | –                                                        | 12                                                       |
| Pays                                                      | Macédoine du N.                                          | 2                                                        | –                                                        | 1                                                        | –                                                        | –                                                        | 5                                                        | –                                                        | 7                                                        | –                                                        | 1                                                        |                                                          | –                                                        | 5                                                        | 5                                                        | 1                                                        | –                                                        | –                                                        | 10                                                       | 12                                                       | –                                                        | 7                                                        | 56                                                       |
| Pays                                                      | Estonie                                                  | 4                                                        | 3                                                        | 10                                                       | 7                                                        | 7                                                        | 8                                                        | 7                                                        | 5                                                        | 7                                                        | 8                                                        | 2                                                        |                                                          | 7                                                        | 7                                                        | 6                                                        | –                                                        | 10                                                       | 7                                                        | 4                                                        | –                                                        | 4                                                        | 113                                                      |
| Pays                                                      | Roumanie                                                 | –                                                        | 4                                                        | –                                                        | –                                                        | –                                                        | –                                                        | –                                                        | –                                                        | –                                                        | –                                                        | –                                                        | 2                                                        |                                                          | –                                                        | –                                                        | –                                                        | –                                                        | –                                                        | 8                                                        | 4                                                        | –                                                        | 18                                                       |
| Pays                                                      | Pologne                                                  | 1                                                        | 8                                                        | 3                                                        | 8                                                        | 8                                                        | 6                                                        | 8                                                        | –                                                        | 8                                                        | –                                                        | 8                                                        | –                                                        | –                                                        |                                                          | 3                                                        | 6                                                        | 1                                                        | 3                                                        | –                                                        | 7                                                        | 6                                                        | 84                                                       |
| Pays                                                      | Monténégro                                               | –                                                        | –                                                        | 7                                                        | –                                                        | –                                                        | –                                                        | –                                                        | –                                                        | –                                                        | –                                                        | 3                                                        | –                                                        | –                                                        | –                                                        |                                                          | –                                                        | –                                                        | –                                                        | –                                                        | 1                                                        | –                                                        | 11                                                       |
| Pays                                                      | Belgique                                                 | –                                                        | 7                                                        | 6                                                        | 5                                                        | 5                                                        | –                                                        | 5                                                        | 8                                                        | 3                                                        | 2                                                        | 10                                                       | 5                                                        | 6                                                        | 6                                                        | 8                                                        |                                                          | 8                                                        | 6                                                        | 5                                                        | 8                                                        | 2                                                        | 105                                                      |
| Pays                                                      | Suède                                                    | 12                                                       | 12                                                       | 12                                                       | 12                                                       | 12                                                       | 12                                                       | 12                                                       | 12                                                       | 12                                                       | 12                                                       | 7                                                        | 12                                                       | 12                                                       | 12                                                       | 12                                                       | 10                                                       |                                                          | 12                                                       | 7                                                        | 6                                                        | 12                                                       | 222                                                      |
| Pays                                                      | Tchéquie                                                 | 6                                                        | 6                                                        | 4                                                        | 6                                                        | 6                                                        | 7                                                        | 6                                                        | 2                                                        | 4                                                        | 10                                                       | –                                                        | 7                                                        | 8                                                        | 8                                                        | 2                                                        | 4                                                        | 6                                                        |                                                          | –                                                        | –                                                        | 10                                                       | 102                                                      |
| Le tableau suit l'ordre de passage des pays participants. |                                                          |                                                          |                                                          |                                                          |                                                          |                                                          |                                                          |                                                          |                                                          |                                                          |                                                          |                                                          |                                                          |                                                          |                                                          |                                                          |                                                          |                                                          |                                                          |                                                          |                                                          |                                                          |                                                          |

| Détail du télévote lors de la deuxième demi-finale        | Détail du télévote lors de la deuxième demi-finale | Détail du télévote lors de la deuxième demi-finale | Détail du télévote lors de la deuxième demi-finale | Détail du télévote lors de la deuxième demi-finale | Détail du télévote lors de la deuxième demi-finale | Détail du télévote lors de la deuxième demi-finale | Détail du télévote lors de la deuxième demi-finale | Détail du télévote lors de la deuxième demi-finale | Détail du télévote lors de la deuxième demi-finale | Détail du télévote lors de la deuxième demi-finale | Détail du télévote lors de la deuxième demi-finale | Détail du télévote lors de la deuxième demi-finale | Détail du télévote lors de la deuxième demi-finale | Détail du télévote lors de la deuxième demi-finale | Détail du télévote lors de la deuxième demi-finale | Détail du télévote lors de la deuxième demi-finale | Détail du télévote lors de la deuxième demi-finale | Détail du télévote lors de la deuxième demi-finale | Détail du télévote lors de la deuxième demi-finale | Détail du télévote lors de la deuxième demi-finale | Détail du télévote lors de la deuxième demi-finale | Détail du télévote lors de la deuxième demi-finale | Détail du télévote lors de la deuxième demi-finale |
|                                                           |                                                    | Points attribués                                   | Points attribués                                   | Points attribués                                   | Points attribués                                   | Points attribués                                   | Points attribués                                   | Points attribués                                   | Points attribués                                   | Points attribués                                   | Points attribués                                   | Points attribués                                   | Points attribués                                   | Points attribués                                   | Points attribués                                   | Points attribués                                   | Points attribués                                   | Points attribués                                   | Points attribués                                   | Points attribués                                   | Points attribués                                   | Points attribués                                   | Points attribués                                   |
| --------------------------------------------------------- | -------------------------------------------------- | -------------------------------------------------- | -------------------------------------------------- | -------------------------------------------------- | -------------------------------------------------- | -------------------------------------------------- | -------------------------------------------------- | -------------------------------------------------- | -------------------------------------------------- | -------------------------------------------------- | -------------------------------------------------- | -------------------------------------------------- | -------------------------------------------------- | -------------------------------------------------- | -------------------------------------------------- | -------------------------------------------------- | -------------------------------------------------- | -------------------------------------------------- | -------------------------------------------------- | -------------------------------------------------- | -------------------------------------------------- | -------------------------------------------------- | -------------------------------------------------- |
| Drapeau de la Finlande                                    | Drapeau d’Israël                                   | Drapeau de la Serbie                               | Drapeau de l'Azerbaïdjan                           | Drapeau de la Géorgie                              | Drapeau de Malte                                   | Drapeau de Saint-Marin                             | Drapeau de l'Australie                             | Drapeau de Chypre                                  | Drapeau de l'Irlande                               | Drapeau de la Macédoine du Nord                    | Drapeau de l'Estonie                               | Drapeau de la Roumanie                             | Drapeau de la Pologne                              | Drapeau du Monténégro                              | Drapeau de la Belgique                             | Drapeau de la Suède                                | Drapeau de la Tchéquie                             | Drapeau de l'Allemagne                             | Drapeau de l'Espagne                               | Drapeau du Royaume-Uni                             | Total                                              |                                                    |                                                    |
| Pays                                                      | Finlande                                           |                                                    | –                                                  | 1                                                  | 5                                                  | 6                                                  | 6                                                  | 3                                                  | 2                                                  | 2                                                  | 1                                                  | 8                                                  | 12                                                 | 4                                                  | 6                                                  | –                                                  | 4                                                  | 12                                                 | 10                                                 | 7                                                  | 6                                                  | 4                                                  | 99                                                 |
| Pays                                                      | Israël                                             | –                                                  |                                                    | –                                                  | 10                                                 | 10                                                 | –                                                  | 2                                                  | –                                                  | –                                                  | –                                                  | –                                                  | –                                                  | –                                                  | –                                                  | –                                                  | –                                                  | –                                                  | 3                                                  | 2                                                  | –                                                  | –                                                  | 27                                                 |
| Pays                                                      | Serbie                                             | 8                                                  | 8                                                  |                                                    | –                                                  | 12                                                 | 12                                                 | 12                                                 | 12                                                 | 12                                                 | 4                                                  | 12                                                 | 4                                                  | 10                                                 | 7                                                  | 12                                                 | 6                                                  | 10                                                 | 12                                                 | 10                                                 | 5                                                  | 6                                                  | 174                                                |
| Pays                                                      | Azerbaïdjan                                        | –                                                  | –                                                  | –                                                  |                                                    | –                                                  | –                                                  | –                                                  | –                                                  | –                                                  | –                                                  | –                                                  | –                                                  | –                                                  | –                                                  | –                                                  | –                                                  | –                                                  | –                                                  | –                                                  | –                                                  | –                                                  | 0                                                  |
| Pays                                                      | Géorgie                                            | 2                                                  | 5                                                  | –                                                  | –                                                  |                                                    | –                                                  | –                                                  | 1                                                  | –                                                  | –                                                  | –                                                  | 1                                                  | –                                                  | –                                                  | –                                                  | –                                                  | –                                                  | –                                                  | –                                                  | –                                                  | –                                                  | 9                                                  |
| Pays                                                      | Malte                                              | –                                                  | –                                                  | 2                                                  | 3                                                  | –                                                  |                                                    | –                                                  | –                                                  | 1                                                  | 3                                                  | 3                                                  | 3                                                  | –                                                  | –                                                  | 1                                                  | 2                                                  | 2                                                  | –                                                  | –                                                  | –                                                  | –                                                  | 20                                                 |
| Pays                                                      | Saint-Marin                                        | 4                                                  | –                                                  | –                                                  | –                                                  | –                                                  | 8                                                  |                                                    | 5                                                  | –                                                  | –                                                  | –                                                  | –                                                  | 2                                                  | 4                                                  | –                                                  | –                                                  | –                                                  | –                                                  | –                                                  | 3                                                  | 3                                                  | 29                                                 |
| Pays                                                      | Australie                                          | 6                                                  | 6                                                  | –                                                  | 7                                                  | 2                                                  | 7                                                  | 7                                                  |                                                    | 4                                                  | 7                                                  | –                                                  | 5                                                  | 3                                                  | 2                                                  | 3                                                  | 3                                                  | 4                                                  | 5                                                  | 3                                                  | –                                                  | –                                                  | 74                                                 |
| Pays                                                      | Chypre                                             | –                                                  | –                                                  | 10                                                 | 12                                                 | 1                                                  | 1                                                  | 4                                                  | –                                                  |                                                    | –                                                  | 5                                                  | –                                                  | 7                                                  | 3                                                  | 8                                                  | –                                                  | 1                                                  | –                                                  | –                                                  | 1                                                  | 1                                                  | 54                                                 |
| Pays                                                      | Irlande                                            | –                                                  | 3                                                  | –                                                  | –                                                  | –                                                  | 3                                                  | –                                                  | 8                                                  | –                                                  |                                                    | –                                                  | –                                                  | –                                                  | –                                                  | –                                                  | 1                                                  | –                                                  | 1                                                  | –                                                  | 7                                                  | 12                                                 | 35                                                 |
| Pays                                                      | Macédoine du N.                                    | –                                                  | –                                                  | 8                                                  | –                                                  | –                                                  | –                                                  | –                                                  | –                                                  | –                                                  | –                                                  |                                                    | –                                                  | –                                                  | –                                                  | 10                                                 | –                                                  | –                                                  | 2                                                  | –                                                  | –                                                  | –                                                  | 20                                                 |
| Pays                                                      | Estonie                                            | 12                                                 | 4                                                  | 4                                                  | –                                                  | 7                                                  | –                                                  | –                                                  | 3                                                  | 3                                                  | 6                                                  | 1                                                  |                                                    | 8                                                  | 10                                                 | 7                                                  | 7                                                  | 8                                                  | 8                                                  | 4                                                  | 2                                                  | 2                                                  | 96                                                 |
| Pays                                                      | Roumanie                                           | 3                                                  | 2                                                  | 6                                                  | 6                                                  | 5                                                  | 5                                                  | 8                                                  | 4                                                  | 10                                                 | 5                                                  | –                                                  | 2                                                  |                                                    | 5                                                  | –                                                  | 8                                                  | 3                                                  | 4                                                  | 5                                                  | 12                                                 | 7                                                  | 100                                                |
| Pays                                                      | Pologne                                            | 5                                                  | 7                                                  | –                                                  | 1                                                  | 3                                                  | 4                                                  | 5                                                  | 6                                                  | 8                                                  | 12                                                 | 2                                                  | 6                                                  | 1                                                  |                                                    | 2                                                  | 12                                                 | 7                                                  | 7                                                  | 12                                                 | 4                                                  | 10                                                 | 114                                                |
| Pays                                                      | Monténégro                                         | –                                                  | –                                                  | 12                                                 | –                                                  | –                                                  | –                                                  | –                                                  | –                                                  | –                                                  | –                                                  | 10                                                 | –                                                  | –                                                  | –                                                  |                                                    | –                                                  | –                                                  | –                                                  | –                                                  | –                                                  | –                                                  | 22                                                 |
| Pays                                                      | Belgique                                           | 1                                                  | 1                                                  | 3                                                  | 4                                                  | –                                                  | –                                                  | 1                                                  | –                                                  | 6                                                  | 2                                                  | 4                                                  | 7                                                  | 5                                                  | 1                                                  | 5                                                  |                                                    | 5                                                  | –                                                  | 1                                                  | –                                                  | –                                                  | 46                                                 |
| Pays                                                      | Suède                                              | 10                                                 | 12                                                 | 5                                                  | 8                                                  | 8                                                  | 10                                                 | 10                                                 | 10                                                 | 7                                                  | 10                                                 | 7                                                  | 10                                                 | 12                                                 | 12                                                 | 6                                                  | 10                                                 |                                                    | 6                                                  | 8                                                  | 8                                                  | 5                                                  | 174                                                |
| Pays                                                      | Tchéquie                                           | 7                                                  | 10                                                 | 7                                                  | 2                                                  | 4                                                  | 2                                                  | 6                                                  | 7                                                  | 5                                                  | 8                                                  | 6                                                  | 8                                                  | 6                                                  | 8                                                  | 4                                                  | 5                                                  | 6                                                  |                                                    | 6                                                  | 10                                                 | 8                                                  | 125                                                |
| Le tableau suit l'ordre de passage des pays participants. |                                                    |                                                    |                                                    |                                                    |                                                    |                                                    |                                                    |                                                    |                                                    |                                                    |                                                    |                                                    |                                                    |                                                    |                                                    |                                                    |                                                    |                                                    |                                                    |                                                    |                                                    |                                                    |                                                    |

| Deuxième demi–finale                                      | Jurys | Jurys  | Télévote | Télévote | Total | Total  |
| Deuxième demi–finale                                      | Place | Points | Place    | Points   | Place | Points |
| --------------------------------------------------------- | ----- | ------ | -------- | -------- | ----- | ------ |
| Finlande                                                  | 9e    | 63     | 6e       | 99       | 7e    | 162    |
| Israël                                                    | 11e   | 34     | 13e      | 27       | 13e   | 61     |
| Serbie                                                    | 8e    | 63     | 2e       | 174      | 3e    | 237    |
| Azerbaïdjan                                               | 6e    | 96     | 18e      | 0        | 10e   | 96     |
| Géorgie                                                   | 15e   | 13     | 17e      | 9        | 18e   | 22     |
| Malte                                                     | 12e   | 27     | 16e      | 20       | 16e   | 47     |
| Saint-Marin                                               | 13e   | 21     | 12e      | 29       | 14e   | 50     |
| Australie                                                 | 2e    | 169    | 8e       | 74       | 2e    | 243    |
| Chypre                                                    | 18e   | 9      | 9e       | 54       | 12e   | 63     |
| Irlande                                                   | 16e   | 12     | 11e      | 35       | 15e   | 47     |
| Macédoine du Nord                                         | 10e   | 56     | 15e      | 20       | 11e   | 76     |
| Estonie                                                   | 3e    | 113    | 7e       | 96       | 5e    | 209    |
| Roumanie                                                  | 14e   | 18     | 5e       | 100      | 9e    | 118    |
| Pologne                                                   | 7e    | 84     | 4e       | 114      | 6e    | 198    |
| Monténégro                                                | 17e   | 11     | 14e      | 22       | 17e   | 33     |
| Belgique                                                  | 4e    | 105    | 10e      | 46       | 8e    | 151    |
| Suède                                                     | 1re   | 222    | 1re      | 174      | 1re   | 396    |
| Tchéquie                                                  | 5e    | 102    | 3e       | 125      | 4e    | 227    |
| Le tableau suit l'ordre de passage des pays participants. |       |        |          |          |       |        |

#### Finale
- Premier
- Deuxième
- Troisième
- Dernier

| Détail du vote des jurys lors de la finale                                                                 | Détail du vote des jurys lors de la finale | Détail du vote des jurys lors de la finale | Détail du vote des jurys lors de la finale | Détail du vote des jurys lors de la finale | Détail du vote des jurys lors de la finale | Détail du vote des jurys lors de la finale | Détail du vote des jurys lors de la finale | Détail du vote des jurys lors de la finale | Détail du vote des jurys lors de la finale | Détail du vote des jurys lors de la finale | Détail du vote des jurys lors de la finale | Détail du vote des jurys lors de la finale | Détail du vote des jurys lors de la finale | Détail du vote des jurys lors de la finale | Détail du vote des jurys lors de la finale | Détail du vote des jurys lors de la finale | Détail du vote des jurys lors de la finale | Détail du vote des jurys lors de la finale | Détail du vote des jurys lors de la finale | Détail du vote des jurys lors de la finale | Détail du vote des jurys lors de la finale | Détail du vote des jurys lors de la finale | Détail du vote des jurys lors de la finale | Détail du vote des jurys lors de la finale | Détail du vote des jurys lors de la finale | Détail du vote des jurys lors de la finale | Détail du vote des jurys lors de la finale | Détail du vote des jurys lors de la finale | Détail du vote des jurys lors de la finale | Détail du vote des jurys lors de la finale | Détail du vote des jurys lors de la finale | Détail du vote des jurys lors de la finale | Détail du vote des jurys lors de la finale | Détail du vote des jurys lors de la finale | Détail du vote des jurys lors de la finale | Détail du vote des jurys lors de la finale | Détail du vote des jurys lors de la finale | Détail du vote des jurys lors de la finale | Détail du vote des jurys lors de la finale | Détail du vote des jurys lors de la finale | Détail du vote des jurys lors de la finale | Détail du vote des jurys lors de la finale |
| |                                            | Points attribués                           | Points attribués                           | Points attribués                           | Points attribués                           | Points attribués                           | Points attribués                           | Points attribués                           | Points attribués                           | Points attribués                           | Points attribués                           | Points attribués                           | Points attribués                           | Points attribués                           | Points attribués                           | Points attribués                           | Points attribués                           | Points attribués                           | Points attribués                           | Points attribués                           | Points attribués                           | Points attribués                           | Points attribués                           | Points attribués                           | Points attribués                           | Points attribués                           | Points attribués                           | Points attribués                           | Points attribués                           | Points attribués                           | Points attribués                           | Points attribués                           | Points attribués                           | Points attribués                           | Points attribués                           | Points attribués                           | Points attribués                           | Points attribués                           | Points attribués                           | Points attribués                           | Points attribués                           | Points attribués                           |
| --- | ------------------------------------------ | ------------------------------------------ | ------------------------------------------ | ------------------------------------------ | ------------------------------------------ | ------------------------------------------ | ------------------------------------------ | ------------------------------------------ | ------------------------------------------ | ------------------------------------------ | ------------------------------------------ | ------------------------------------------ | ------------------------------------------ | ------------------------------------------ | ------------------------------------------ | ------------------------------------------ | ------------------------------------------ | ------------------------------------------ | ------------------------------------------ | ------------------------------------------ | ------------------------------------------ | ------------------------------------------ | ------------------------------------------ | ------------------------------------------ | ------------------------------------------ | ------------------------------------------ | ------------------------------------------ | ------------------------------------------ | ------------------------------------------ | ------------------------------------------ | ------------------------------------------ | ------------------------------------------ | ------------------------------------------ | ------------------------------------------ | ------------------------------------------ | ------------------------------------------ | ------------------------------------------ | ------------------------------------------ | ------------------------------------------ | ------------------------------------------ | ------------------------------------------ | ------------------------------------------ |
| Drapeau des Pays-Bas                                                                                       | Drapeau de Saint-Marin                     | Drapeau de la Macédoine du Nord            | Drapeau de Malte                           | Drapeau de l'Ukraine                       | Drapeau de l'Albanie                       | Drapeau de l'Estonie                       | Drapeau de l'Azerbaïdjan                   | Drapeau du Portugal                        | Drapeau de l'Allemagne                     | Drapeau de la Belgique                     | Drapeau de la Norvège                      | Drapeau d’Israël                           | Drapeau de la Pologne                      | Drapeau de la Grèce                        | Drapeau de la Moldavie                     | Drapeau de la Bulgarie                     | Drapeau de la Serbie                       | Drapeau de l'Islande                       | Drapeau de Chypre                          | Drapeau de la Lettonie                     | Drapeau de l'Espagne                       | Drapeau de la Suisse                       | Drapeau du Danemark                        | Drapeau de la France                       | Drapeau de l'Arménie                       | Drapeau du Monténégro                      | Drapeau de la Roumanie                     | Drapeau de l'Irlande                       | Drapeau de la Slovénie                     | Drapeau de la Géorgie                      | Drapeau de la Croatie                      | Drapeau de la Lituanie                     | Drapeau de l'Autriche                      | Drapeau de la Finlande                     | Drapeau du Royaume-Uni                     | Drapeau de la Suède                        | Drapeau de l'Australie                     | Drapeau de la Tchéquie                     | Drapeau de l'Italie                        | Total                                      |                                            |                                            |
| Pays | Tchéquie                                   | –                                          | –                                          | –                                          | 3                                          | 1                                          | –                                          | –                                          | –                                          | –                                          | –                                          | 2                                          | –                                          | 2                                          | –                                          | 2                                          | –                                          | –                                          | 3                                          | 2                                          | –                                          | –                                          | –                                          | –                                          | –                                          | 2                                          | –                                          | –                                          | –                                          | 7                                          | –                                          | –                                          | –                                          | –                                          | –                                          | –                                          | –                                          | 5                                          | 4                                          |                                            | –                                          | 33                                         |
| Pays | Roumanie                                   | –                                          | –                                          | –                                          | –                                          | –                                          | –                                          | –                                          | –                                          | –                                          | 1                                          | –                                          | –                                          | –                                          | –                                          | 7                                          | –                                          | –                                          | –                                          | –                                          | –                                          | –                                          | 4                                          | –                                          | –                                          | –                                          | –                                          | –                                          |                                            | –                                          | –                                          | –                                          | –                                          | –                                          | –                                          | –                                          | –                                          | –                                          | –                                          | –                                          | –                                          | 12                                         |
| Pays | Portugal                                   | 8                                          | –                                          | –                                          | –                                          | 10                                         | 1                                          | 7                                          | 7                                          |                                            | –                                          | 5                                          | 10                                         | –                                          | 7                                          | 3                                          | 2                                          | 4                                          | 7                                          | 5                                          | –                                          | 6                                          | –                                          | 5                                          | 8                                          | 1                                          | 8                                          | 4                                          | 7                                          | 4                                          | 3                                          | 7                                          | 10                                         | 8                                          | 10                                         | –                                          | 3                                          | –                                          | 6                                          | 5                                          | –                                          | 171                                        |
| Pays | Finlande                                   | –                                          | –                                          | –                                          | –                                          | –                                          | –                                          | 5                                          | –                                          | –                                          | –                                          | –                                          | –                                          | –                                          | –                                          | –                                          | –                                          | –                                          | 6                                          | –                                          | –                                          | –                                          | –                                          | –                                          | –                                          | –                                          | –                                          | –                                          | –                                          | –                                          | –                                          | –                                          | –                                          | –                                          | –                                          |                                            | –                                          | –                                          | –                                          | –                                          | 1                                          | 12                                         |
| Pays | Suisse                                     | 10                                         | 1                                          | 1                                          | –                                          | 6                                          | –                                          | –                                          | –                                          | 2                                          | 2                                          | –                                          | 1                                          | –                                          | 5                                          | –                                          | 7                                          | 7                                          | –                                          | –                                          | –                                          | 3                                          | 1                                          |                                            | 2                                          | –                                          | –                                          | –                                          | 5                                          | –                                          | 5                                          | –                                          | 1                                          | 7                                          | 1                                          | –                                          | 2                                          | –                                          | –                                          | 6                                          | 3                                          | 78                                         |
| Pays | France                                     | –                                          | –                                          | –                                          | –                                          | –                                          | –                                          | –                                          | 1                                          | –                                          | –                                          | –                                          | –                                          | –                                          | –                                          | –                                          | –                                          | –                                          | –                                          | –                                          | –                                          | –                                          | –                                          | –                                          | –                                          |                                            | 7                                          | –                                          | –                                          | –                                          | –                                          | 1                                          | –                                          | –                                          | –                                          | –                                          | –                                          | –                                          | –                                          | –                                          | –                                          | 9                                          |
| Pays | Norvège                                    | 3                                          | –                                          | –                                          | –                                          | –                                          | –                                          | –                                          | –                                          | –                                          | 3                                          | –                                          |                                            | –                                          | –                                          | –                                          | –                                          | 2                                          | –                                          | 8                                          | –                                          | 5                                          | –                                          | 1                                          | –                                          | –                                          | –                                          | –                                          | –                                          | –                                          | –                                          | –                                          | –                                          | –                                          | 5                                          | 4                                          | –                                          | 3                                          | –                                          | 2                                          | –                                          | 36                                         |
| Pays | Arménie                                    | –                                          | –                                          | –                                          | –                                          | 2                                          | 4                                          | –                                          | –                                          | 1                                          | –                                          | –                                          | 4                                          | –                                          | –                                          | –                                          | –                                          | 5                                          | –                                          | –                                          | –                                          | –                                          | –                                          | –                                          | –                                          | 7                                          |                                            | –                                          | –                                          | –                                          | –                                          | –                                          | –                                          | –                                          | 6                                          | 1                                          | –                                          | 2                                          | –                                          | –                                          | 8                                          | 40                                         |
| Pays | Italie                                     | –                                          | 3                                          | 7                                          | 7                                          | –                                          | 12                                         | 10                                         | 10                                         | –                                          | –                                          | 8                                          | –                                          | 8                                          | 4                                          | 1                                          | –                                          | 1                                          | –                                          | 6                                          | 1                                          | –                                          | 10                                         | 2                                          | –                                          | –                                          | 10                                         | 10                                         | 4                                          | 6                                          | 12                                         | 10                                         | 4                                          | 4                                          | 3                                          | 2                                          | –                                          | –                                          | 3                                          | –                                          |                                            | 158                                        |
| Pays | Espagne                                    | 5                                          | 12                                         | 12                                         | 12                                         | –                                          | 5                                          | –                                          | 5                                          | 12                                         | 8                                          | 10                                         | 7                                          | 3                                          | 1                                          | 5                                          | 3                                          | 8                                          | 4                                          | 3                                          | 6                                          | –                                          |                                            | 8                                          | 4                                          | 5                                          | 12                                         | 8                                          | 1                                          | 12                                         | 1                                          | 5                                          | 6                                          | 5                                          | 2                                          | –                                          | 10                                         | 12                                         | 12                                         | 7                                          | –                                          | 231                                        |
| Pays | Pays-Bas                                   |                                            | –                                          | –                                          | –                                          | 8                                          | 6                                          | 1                                          | 4                                          | 7                                          | 4                                          | –                                          | 5                                          | 1                                          | 3                                          | 4                                          | –                                          | –                                          | –                                          | 4                                          | –                                          | 4                                          | –                                          | 10                                         | 10                                         | 4                                          | 4                                          | 3                                          | 3                                          | –                                          | 7                                          | 4                                          | 2                                          | 6                                          | 8                                          | 5                                          | –                                          | –                                          | –                                          | –                                          | 12                                         | 129                                        |
| Pays | Ukraine                                    | –                                          | 2                                          | –                                          | –                                          |                                            | 7                                          | –                                          | 6                                          | 8                                          | 10                                         | 6                                          | 3                                          | 7                                          | 12                                         | –                                          | 12                                         | –                                          | –                                          | 10                                         | 7                                          | 12                                         | –                                          | 3                                          | 5                                          | 10                                         | 6                                          | 6                                          | 12                                         | 3                                          | 8                                          | 6                                          | 8                                          | 12                                         | –                                          | –                                          | –                                          | –                                          | 7                                          | 4                                          | –                                          | 192                                        |
| Pays | Allemagne                                  | –                                          | –                                          | –                                          | –                                          | –                                          | –                                          | –                                          | –                                          | –                                          |                                            | –                                          | –                                          | –                                          | –                                          | –                                          | –                                          | –                                          | –                                          | –                                          | –                                          | –                                          | –                                          | –                                          | –                                          | –                                          | –                                          | –                                          | –                                          | –                                          | –                                          | –                                          | –                                          | –                                          | –                                          | –                                          | –                                          | –                                          | –                                          | –                                          | –                                          | 0                                          |
| Pays | Lituanie                                   | –                                          | –                                          | –                                          | –                                          | –                                          | –                                          | 2                                          | –                                          | 5                                          | –                                          | –                                          | 2                                          | –                                          | –                                          | –                                          | –                                          | –                                          | 2                                          | 1                                          | –                                          | 1                                          | –                                          | –                                          | 3                                          | –                                          | –                                          | 2                                          | –                                          | –                                          | 10                                         | –                                          | 7                                          |                                            | –                                          | –                                          | –                                          | –                                          | –                                          | –                                          | –                                          | 35                                         |
| Pays | Azerbaïdjan                                | –                                          | 7                                          | 4                                          | 2                                          | 5                                          | 3                                          | 3                                          |                                            | –                                          | 6                                          | 3                                          | –                                          | –                                          | –                                          | 12                                         | 1                                          | 3                                          | 12                                         | –                                          | 10                                         | –                                          | 12                                         | –                                          | –                                          | –                                          | –                                          | 1                                          | –                                          | –                                          | –                                          | –                                          | –                                          | –                                          | –                                          | 3                                          | 7                                          | 7                                          | 2                                          | –                                          | –                                          | 103                                        |
| Pays | Belgique                                   | 6                                          | –                                          | 3                                          | –                                          | –                                          | 2                                          | –                                          | –                                          | –                                          | –                                          |                                            | –                                          | 4                                          | –                                          | –                                          | 4                                          | 6                                          | 8                                          | –                                          | 2                                          | –                                          | 5                                          | –                                          | –                                          | 6                                          | –                                          | –                                          | –                                          | –                                          | –                                          | –                                          | –                                          | –                                          | –                                          | –                                          | –                                          | 1                                          | 5                                          | –                                          | 7                                          | 59                                         |
| Pays | Grèce                                      | 12                                         | 10                                         | –                                          | 1                                          | 7                                          | –                                          | 6                                          | 3                                          | 4                                          | –                                          | –                                          | 12                                         | –                                          | 2                                          |                                            | –                                          | 12                                         | –                                          | –                                          | 12                                         | 7                                          | 2                                          | 12                                         | 12                                         | 3                                          | 2                                          | –                                          | 2                                          | –                                          | 4                                          | 3                                          | 3                                          | –                                          | 4                                          | 6                                          | 4                                          | –                                          | –                                          | 3                                          | 10                                         | 158                                        |
| Pays | Islande                                    | –                                          | –                                          | –                                          | –                                          | –                                          | –                                          | –                                          | –                                          | 6                                          | –                                          | –                                          | –                                          | –                                          | –                                          | –                                          | –                                          | –                                          | –                                          |                                            | –                                          | –                                          | –                                          | –                                          | 1                                          | –                                          | –                                          | –                                          | –                                          | 1                                          | –                                          | –                                          | –                                          | 2                                          | –                                          | –                                          | –                                          | –                                          | –                                          | –                                          | –                                          | 10                                         |
| Pays | Moldavie                                   | 2                                          | –                                          | –                                          | –                                          | –                                          | –                                          | –                                          | –                                          | –                                          | –                                          | –                                          | –                                          | –                                          | –                                          | 6                                          |                                            | –                                          | –                                          | –                                          | –                                          | –                                          | –                                          | –                                          | –                                          | –                                          | 1                                          | –                                          | –                                          | –                                          | –                                          | –                                          | –                                          | –                                          | –                                          | –                                          | –                                          | –                                          | –                                          | –                                          | 5                                          | 14                                         |
| Pays | Suède                                      | 1                                          | 5                                          | 6                                          | 10                                         | 4                                          | 8                                          | 12                                         | 8                                          | –                                          | 7                                          | 7                                          | 8                                          | 12                                         | 10                                         | –                                          | 8                                          | –                                          | 5                                          | 12                                         | 5                                          | 10                                         | 7                                          | 7                                          | 7                                          | –                                          | 5                                          | 7                                          | 10                                         | 10                                         | –                                          | 8                                          | 5                                          | 3                                          | 7                                          | 12                                         | 12                                         |                                            | 10                                         | 10                                         | –                                          | 258                                        |
| Pays | Australie                                  | 7                                          | 6                                          | 5                                          | 6                                          | 3                                          | –                                          | 8                                          | –                                          | –                                          | 5                                          | 1                                          | –                                          | 5                                          | 6                                          | 8                                          | 6                                          | –                                          | –                                          | –                                          | 8                                          | 2                                          | 8                                          | 4                                          | –                                          | –                                          | –                                          | –                                          | 6                                          | 2                                          | –                                          | –                                          | –                                          | –                                          | –                                          | 8                                          | 6                                          | 10                                         |                                            | 1                                          | 2                                          | 123                                        |
| Pays | Royaume-Uni                                | 4                                          | 8                                          | 8                                          | 8                                          | 12                                         | 10                                         | 4                                          | 12                                         | 10                                         | 12                                         | 12                                         | 6                                          | 10                                         | 8                                          | –                                          | 10                                         | 10                                         | 1                                          | 7                                          | 3                                          | 8                                          | 3                                          | 6                                          | 6                                          | 12                                         | –                                          | 5                                          | 8                                          | 8                                          | 2                                          | 12                                         | –                                          | 10                                         | 12                                         | 10                                         |                                            | 8                                          | –                                          | 12                                         | 6                                          | 283                                        |
| Pays | Pologne                                    | –                                          | 4                                          | 2                                          | 4                                          | –                                          | –                                          | –                                          | 2                                          | –                                          | –                                          | –                                          | –                                          | 6                                          |                                            | 10                                         | –                                          | –                                          | –                                          | –                                          | –                                          | –                                          | –                                          | –                                          | –                                          | 8                                          | –                                          | –                                          | –                                          | –                                          | –                                          | 2                                          | –                                          | –                                          | –                                          | –                                          | 8                                          | –                                          | –                                          | –                                          | –                                          | 46                                         |
| Pays | Serbie                                     | –                                          | –                                          | 10                                         | –                                          | –                                          | –                                          | –                                          | –                                          | 3                                          | –                                          | 4                                          | –                                          | –                                          | –                                          | –                                          | –                                          | –                                          |                                            | –                                          | 4                                          | –                                          | 6                                          | –                                          | –                                          | –                                          | –                                          | 12                                         | –                                          | 5                                          | 6                                          | –                                          | 12                                         | 1                                          | –                                          | 7                                          | 1                                          | 4                                          | 8                                          | –                                          | 4                                          | 87                                         |
| Pays | Estonie                                    | –                                          | –                                          | –                                          | 5                                          | –                                          | –                                          |                                            | –                                          | –                                          | –                                          | –                                          | –                                          | –                                          | –                                          | –                                          | 5                                          | –                                          | 10                                         | –                                          | –                                          | –                                          | –                                          | –                                          | –                                          | –                                          | 3                                          | –                                          | –                                          | –                                          | –                                          | –                                          | –                                          | –                                          | –                                          | –                                          | 5                                          | 6                                          | 1                                          | 8                                          | –                                          | 43                                         |
| Le tableau suit verticalement l'ordre de passage des pays participants et horizontalement l'ordre de vote. |                                            |                                            |                                            |                                            |                                            |                                            |                                            |                                            |                                            |                                            |                                            |                                            |                                            |                                            |                                            |                                            |                                            |                                            |                                            |                                            |                                            |                                            |                                            |                                            |                                            |                                            |                                            |                                            |                                            |                                            |                                            |                                            |                                            |                                            |                                            |                                            |                                            |                                            |                                            |                                            |                                            |                                            |

| Détail du télévote lors de la finale                                                                       | Détail du télévote lors de la finale | Détail du télévote lors de la finale | Détail du télévote lors de la finale | Détail du télévote lors de la finale | Détail du télévote lors de la finale | Détail du télévote lors de la finale | Détail du télévote lors de la finale | Détail du télévote lors de la finale | Détail du télévote lors de la finale | Détail du télévote lors de la finale | Détail du télévote lors de la finale | Détail du télévote lors de la finale | Détail du télévote lors de la finale | Détail du télévote lors de la finale | Détail du télévote lors de la finale | Détail du télévote lors de la finale | Détail du télévote lors de la finale | Détail du télévote lors de la finale | Détail du télévote lors de la finale | Détail du télévote lors de la finale | Détail du télévote lors de la finale | Détail du télévote lors de la finale | Détail du télévote lors de la finale | Détail du télévote lors de la finale | Détail du télévote lors de la finale | Détail du télévote lors de la finale | Détail du télévote lors de la finale | Détail du télévote lors de la finale | Détail du télévote lors de la finale | Détail du télévote lors de la finale | Détail du télévote lors de la finale | Détail du télévote lors de la finale | Détail du télévote lors de la finale | Détail du télévote lors de la finale | Détail du télévote lors de la finale | Détail du télévote lors de la finale | Détail du télévote lors de la finale | Détail du télévote lors de la finale | Détail du télévote lors de la finale | Détail du télévote lors de la finale | Détail du télévote lors de la finale | Détail du télévote lors de la finale |
| |                                      | Points attribués                     | Points attribués                     | Points attribués                     | Points attribués                     | Points attribués                     | Points attribués                     | Points attribués                     | Points attribués                     | Points attribués                     | Points attribués                     | Points attribués                     | Points attribués                     | Points attribués                     | Points attribués                     | Points attribués                     | Points attribués                     | Points attribués                     | Points attribués                     | Points attribués                     | Points attribués                     | Points attribués                     | Points attribués                     | Points attribués                     | Points attribués                     | Points attribués                     | Points attribués                     | Points attribués                     | Points attribués                     | Points attribués                     | Points attribués                     | Points attribués                     | Points attribués                     | Points attribués                     | Points attribués                     | Points attribués                     | Points attribués                     | Points attribués                     | Points attribués                     | Points attribués                     | Points attribués                     | Points attribués                     |
| --- | ------------------------------------ | ------------------------------------ | ------------------------------------ | ------------------------------------ | ------------------------------------ | ------------------------------------ | ------------------------------------ | ------------------------------------ | ------------------------------------ | ------------------------------------ | ------------------------------------ | ------------------------------------ | ------------------------------------ | ------------------------------------ | ------------------------------------ | ------------------------------------ | ------------------------------------ | ------------------------------------ | ------------------------------------ | ------------------------------------ | ------------------------------------ | ------------------------------------ | ------------------------------------ | ------------------------------------ | ------------------------------------ | ------------------------------------ | ------------------------------------ | ------------------------------------ | ------------------------------------ | ------------------------------------ | ------------------------------------ | ------------------------------------ | ------------------------------------ | ------------------------------------ | ------------------------------------ | ------------------------------------ | ------------------------------------ | ------------------------------------ | ------------------------------------ | ------------------------------------ | ------------------------------------ | ------------------------------------ |
| Drapeau des Pays-Bas                                                                                       | Drapeau de Saint-Marin               | Drapeau de la Macédoine du Nord      | Drapeau de Malte                     | Drapeau de l'Ukraine                 | Drapeau de l'Albanie                 | Drapeau de l'Estonie                 | Drapeau de l'Azerbaïdjan             | Drapeau du Portugal                  | Drapeau de l'Allemagne               | Drapeau de la Belgique               | Drapeau de la Norvège                | Drapeau d’Israël                     | Drapeau de la Pologne                | Drapeau de la Grèce                  | Drapeau de la Moldavie               | Drapeau de la Bulgarie               | Drapeau de la Serbie                 | Drapeau de l'Islande                 | Drapeau de Chypre                    | Drapeau de la Lettonie               | Drapeau de l'Espagne                 | Drapeau de la Suisse                 | Drapeau du Danemark                  | Drapeau de la France                 | Drapeau de l'Arménie                 | Drapeau du Monténégro                | Drapeau de la Roumanie               | Drapeau de l'Irlande                 | Drapeau de la Slovénie               | Drapeau de la Géorgie                | Drapeau de la Croatie                | Drapeau de la Lituanie               | Drapeau de l'Autriche                | Drapeau de la Finlande               | Drapeau du Royaume-Uni               | Drapeau de la Suède                  | Drapeau de l'Australie               | Drapeau de la Tchéquie               | Drapeau de l'Italie                  | Total                                |                                      |                                      |
| Pays | Tchéquie                             | –                                    | –                                    | 5                                    | –                                    | –                                    | –                                    | –                                    | –                                    | –                                    | –                                    | –                                    | –                                    | –                                    | –                                    | –                                    | –                                    | –                                    | –                                    | –                                    | –                                    | –                                    | –                                    | –                                    | –                                    | –                                    | –                                    | –                                    | –                                    | –                                    | –                                    | –                                    | –                                    | –                                    | –                                    | –                                    | –                                    | –                                    | –                                    |                                      | –                                    | 5                                    |
| Pays | Roumanie                             | –                                    | 1                                    | –                                    | 3                                    | –                                    | –                                    | –                                    | –                                    | –                                    | –                                    | –                                    | –                                    | –                                    | –                                    | 2                                    | 10                                   | 4                                    | 5                                    | –                                    | 4                                    | –                                    | 10                                   | –                                    | –                                    | 1                                    | –                                    | –                                    |                                      | 2                                    | –                                    | –                                    | –                                    | –                                    | –                                    | –                                    | 3                                    | –                                    | –                                    | –                                    | 8                                    | 53                                   |
| Pays | Portugal                             | –                                    | –                                    | –                                    | –                                    | –                                    | –                                    | –                                    | –                                    |                                      | –                                    | 1                                    | –                                    | –                                    | 1                                    | –                                    | –                                    | –                                    | –                                    | –                                    | –                                    | –                                    | 4                                    | 7                                    | –                                    | 6                                    | 4                                    | 5                                    | –                                    | –                                    | –                                    | –                                    | –                                    | 7                                    | –                                    | –                                    | –                                    | –                                    | –                                    | –                                    | 1                                    | 36                                   |
| Pays | Finlande                             | –                                    | –                                    | –                                    | 1                                    | 4                                    | 2                                    | 8                                    | –                                    | –                                    | –                                    | –                                    | –                                    | –                                    | –                                    | –                                    | –                                    | –                                    | –                                    | –                                    | –                                    | 1                                    | –                                    | –                                    | –                                    | –                                    | –                                    | –                                    | –                                    | –                                    | –                                    | 2                                    | –                                    | –                                    | –                                    |                                      | –                                    | 7                                    | –                                    | 1                                    | –                                    | 26                                   |
| Pays | Suisse                               | –                                    | –                                    | –                                    | –                                    | –                                    | –                                    | –                                    | –                                    | –                                    | –                                    | –                                    | –                                    | –                                    | –                                    | –                                    | –                                    | –                                    | –                                    | –                                    | –                                    | –                                    | –                                    |                                      | –                                    | –                                    | –                                    | –                                    | –                                    | –                                    | –                                    | –                                    | –                                    | –                                    | –                                    | –                                    | –                                    | –                                    | –                                    | –                                    | –                                    | 0                                    |
| Pays | France                               | –                                    | –                                    | –                                    | –                                    | –                                    | –                                    | –                                    | –                                    | –                                    | –                                    | –                                    | –                                    | –                                    | –                                    | 1                                    | 2                                    | –                                    | 2                                    | –                                    | –                                    | –                                    | –                                    | –                                    | –                                    |                                      | –                                    | –                                    | 1                                    | –                                    | –                                    | –                                    | 1                                    | –                                    | –                                    | 1                                    | –                                    | –                                    | –                                    | –                                    | –                                    | 8                                    |
| Pays | Norvège                              | 5                                    | 2                                    | 2                                    | 4                                    | 2                                    | –                                    | 4                                    | 7                                    | 2                                    | 1                                    | –                                    |                                      | 4                                    | 4                                    | 6                                    | 6                                    | 1                                    | 8                                    | 10                                   | –                                    | 5                                    | 3                                    | –                                    | 8                                    | –                                    | –                                    | 2                                    | 2                                    | 4                                    | 3                                    | –                                    | 5                                    | 2                                    | 5                                    | 6                                    | 6                                    | 10                                   | 10                                   | 3                                    | 4                                    | 146                                  |
| Pays | Arménie                              | –                                    | –                                    | –                                    | –                                    | –                                    | –                                    | –                                    | –                                    | –                                    | –                                    | –                                    | –                                    | –                                    | –                                    | –                                    | –                                    | 5                                    | –                                    | –                                    | 1                                    | –                                    | –                                    | –                                    | –                                    | 5                                    |                                      | –                                    | –                                    | –                                    | –                                    | 10                                   | –                                    | –                                    | –                                    | –                                    | –                                    | –                                    | –                                    | –                                    | –                                    | 21                                   |
| Pays | Italie                               | –                                    | 5                                    | 6                                    | 10                                   | –                                    | 8                                    | –                                    | 5                                    | 3                                    | 3                                    | 4                                    | –                                    | 3                                    | –                                    | 7                                    | –                                    | 2                                    | 4                                    | –                                    | 5                                    | –                                    | 5                                    | 8                                    | –                                    | 3                                    | –                                    | 6                                    | 4                                    | –                                    | 6                                    | –                                    | 6                                    | 3                                    | 3                                    | –                                    | –                                    | –                                    | 1                                    | –                                    |                                      | 110                                  |
| Pays | Espagne                              | 7                                    | 10                                   | 10                                   | 7                                    | 1                                    | 7                                    | 1                                    | 10                                   | 10                                   | 2                                    | 6                                    | 1                                    | 8                                    | 6                                    | 12                                   | 8                                    | 8                                    | 10                                   | 3                                    | 8                                    | 4                                    |                                      | 6                                    | 1                                    | 7                                    | 8                                    | 8                                    | 8                                    | 5                                    | 4                                    | 6                                    | 7                                    | 6                                    | 1                                    | 3                                    | 5                                    | 2                                    | 6                                    | 6                                    | –                                    | 228                                  |
| Pays | Pays-Bas                             |                                      | –                                    | –                                    | –                                    | 3                                    | 6                                    | 3                                    | –                                    | 4                                    | 4                                    | 10                                   | –                                    | 2                                    | –                                    | –                                    | –                                    | –                                    | –                                    | 5                                    | –                                    | –                                    | –                                    | –                                    | –                                    | –                                    | –                                    | –                                    | –                                    | –                                    | 1                                    | –                                    | –                                    | 1                                    | –                                    | –                                    | –                                    | 1                                    | –                                    | –                                    | 2                                    | 42                                   |
| Pays | Ukraine                              | 12                                   | 12                                   | 8                                    | 8                                    |                                      | 10                                   | 12                                   | 12                                   | 12                                   | 12                                   | 12                                   | 12                                   | 12                                   | 12                                   | 10                                   | 12                                   | 12                                   | 7                                    | 12                                   | 12                                   | 12                                   | 12                                   | 10                                   | 12                                   | 12                                   | 10                                   | 10                                   | 10                                   | 12                                   | 10                                   | 12                                   | 10                                   | 12                                   | 12                                   | 12                                   | 12                                   | 12                                   | 12                                   | 12                                   | 12                                   | 439                                  |
| Pays | Allemagne                            | –                                    | –                                    | –                                    | –                                    | –                                    | –                                    | 2                                    | –                                    | –                                    |                                      | –                                    | –                                    | –                                    | –                                    | –                                    | –                                    | –                                    | –                                    | –                                    | –                                    | –                                    | –                                    | 2                                    | –                                    | –                                    | –                                    | –                                    | –                                    | –                                    | –                                    | –                                    | –                                    | –                                    | 2                                    | –                                    | –                                    | –                                    | –                                    | –                                    | –                                    | 6                                    |
| Pays | Lituanie                             | –                                    | –                                    | 1                                    | –                                    | 10                                   | –                                    | 7                                    | –                                    | 1                                    | –                                    | –                                    | 10                                   | –                                    | 2                                    | –                                    | 4                                    | –                                    | 3                                    | 2                                    | 2                                    | 10                                   | –                                    | –                                    | 7                                    | –                                    | 2                                    | –                                    | –                                    | 8                                    | 2                                    | 5                                    | 3                                    |                                      | –                                    | 2                                    | 7                                    | 3                                    | 2                                    | –                                    | –                                    | 93                                   |
| Pays | Azerbaïdjan                          | –                                    | –                                    | –                                    | –                                    | –                                    | –                                    | –                                    |                                      | –                                    | –                                    | –                                    | –                                    | –                                    | –                                    | –                                    | –                                    | –                                    | –                                    | –                                    | –                                    | –                                    | –                                    | –                                    | –                                    | –                                    | –                                    | –                                    | –                                    | –                                    | –                                    | 3                                    | –                                    | –                                    | –                                    | –                                    | –                                    | –                                    | –                                    | –                                    | –                                    | 3                                    |
| Pays | Belgique                             | 4                                    | –                                    | –                                    | –                                    | –                                    | –                                    | –                                    | –                                    | –                                    | –                                    |                                      | –                                    | –                                    | –                                    | –                                    | 1                                    | –                                    | –                                    | –                                    | –                                    | –                                    | –                                    | –                                    | –                                    | –                                    | –                                    | –                                    | –                                    | –                                    | –                                    | –                                    | –                                    | –                                    | –                                    | –                                    | –                                    | –                                    | –                                    | –                                    | –                                    | 5                                    |
| Pays | Grèce                                | –                                    | 7                                    | –                                    | –                                    | –                                    | 12                                   | –                                    | 3                                    | –                                    | –                                    | –                                    | 7                                    | –                                    | –                                    |                                      | –                                    | 6                                    | –                                    | –                                    | 10                                   | –                                    | –                                    | –                                    | –                                    | –                                    | 3                                    | –                                    | –                                    | –                                    | 8                                    | 1                                    | –                                    | –                                    | –                                    | –                                    | –                                    | –                                    | –                                    | –                                    | –                                    | 57                                   |
| Pays | Islande                              | –                                    | –                                    | –                                    | –                                    | 8                                    | –                                    | –                                    | –                                    | –                                    | –                                    | –                                    | –                                    | –                                    | –                                    | –                                    | –                                    | –                                    | –                                    |                                      | –                                    | –                                    | –                                    | –                                    | 2                                    | –                                    | –                                    | –                                    | –                                    | –                                    | –                                    | –                                    | –                                    | –                                    | –                                    | –                                    | –                                    | –                                    | –                                    | –                                    | –                                    | 10                                   |
| Pays | Moldavie                             | 10                                   | 4                                    | 7                                    | –                                    | 6                                    | 1                                    | 6                                    | –                                    | 8                                    | 10                                   | 8                                    | 4                                    | 6                                    | 7                                    | 3                                    |                                      | 7                                    | 12                                   | 6                                    | –                                    | 7                                    | 7                                    | 4                                    | 5                                    | 10                                   | 5                                    | 7                                    | 12                                   | 7                                    | 7                                    | 8                                    | 8                                    | 5                                    | 7                                    | 5                                    | 8                                    | –                                    | 4                                    | 8                                    | 10                                   | 239                                  |
| Pays | Suède                                | 2                                    | 3                                    | 4                                    | 5                                    | –                                    | –                                    | 10                                   | 4                                    | 7                                    | 5                                    | 5                                    | 8                                    | 5                                    | 10                                   | 4                                    | 5                                    | –                                    | 1                                    | 8                                    | –                                    | 6                                    | 6                                    | 3                                    | 10                                   | –                                    | 7                                    | 1                                    | 6                                    | 3                                    | 5                                    | –                                    | 4                                    | 10                                   | 6                                    | 8                                    | 4                                    |                                      | 5                                    | 5                                    | 5                                    | 180                                  |
| Pays | Australie                            | –                                    | –                                    | –                                    | –                                    | –                                    | –                                    | –                                    | 2                                    | –                                    | –                                    | –                                    | –                                    | –                                    | –                                    | –                                    | –                                    | –                                    | –                                    | –                                    | –                                    | –                                    | –                                    | –                                    | –                                    | –                                    | –                                    | –                                    | –                                    | –                                    | –                                    | –                                    | –                                    | –                                    | –                                    | –                                    | –                                    | –                                    |                                      | –                                    | –                                    | 2                                    |
| Pays | Royaume-Uni                          | 8                                    | 6                                    | –                                    | 12                                   | 7                                    | 4                                    | 5                                    | 8                                    | 6                                    | 6                                    | 3                                    | 6                                    | 10                                   | 3                                    | 5                                    | 3                                    | 3                                    | –                                    | 7                                    | 6                                    | 3                                    | 8                                    | 5                                    | 6                                    | 2                                    | 1                                    | –                                    | 3                                    | 6                                    | –                                    | 4                                    | –                                    | 4                                    | 8                                    | 4                                    |                                      | 6                                    | 7                                    | 2                                    | 6                                    | 183                                  |
| Pays | Pologne                              | 6                                    | –                                    | –                                    | 2                                    | 12                                   | –                                    | –                                    | 1                                    | –                                    | 8                                    | 7                                    | 5                                    | 1                                    |                                      | –                                    | –                                    | –                                    | –                                    | 4                                    | 3                                    | –                                    | 1                                    | 1                                    | 4                                    | 4                                    | –                                    | 4                                    | –                                    | 10                                   | –                                    | –                                    | –                                    | –                                    | 4                                    | –                                    | 10                                   | 5                                    | 3                                    | 7                                    | 3                                    | 105                                  |
| Pays | Serbie                               | 3                                    | 8                                    | 12                                   | 6                                    | –                                    | 3                                    | –                                    | 6                                    | 5                                    | 7                                    | 2                                    | 3                                    | 7                                    | 5                                    | 8                                    | –                                    | 10                                   |                                      | 1                                    | 7                                    | 2                                    | 2                                    | 12                                   | –                                    | 8                                    | 6                                    | 12                                   | 7                                    | 1                                    | 12                                   | 7                                    | 12                                   | –                                    | 10                                   | 7                                    | 1                                    | 8                                    | 8                                    | 10                                   | 7                                    | 225                                  |
| Pays | Estonie                              | 1                                    | –                                    | 3                                    | –                                    | 5                                    | 5                                    |                                      | –                                    | –                                    | –                                    | –                                    | 2                                    | –                                    | 8                                    | –                                    | 7                                    | –                                    | 6                                    | –                                    | –                                    | 8                                    | –                                    | –                                    | 3                                    | –                                    | 12                                   | 3                                    | 5                                    | –                                    | –                                    | –                                    | 2                                    | 8                                    | –                                    | 10                                   | 2                                    | 4                                    | –                                    | 4                                    | –                                    | 98                                   |
| Le tableau suit verticalement l'ordre de passage des pays participants et horizontalement l'ordre de vote. |                                      |                                      |                                      |                                      |                                      |                                      |                                      |                                      |                                      |                                      |                                      |                                      |                                      |                                      |                                      |                                      |                                      |                                      |                                      |                                      |                                      |                                      |                                      |                                      |                                      |                                      |                                      |                                      |                                      |                                      |                                      |                                      |                                      |                                      |                                      |                                      |                                      |                                      |                                      |                                      |                                      |                                      |

| Finale                                                    | Jurys | Jurys  | Télévote | Télévote | Total | Total  |
| Finale                                                    | Place | Points | Place    | Points   | Place | Points |
| --------------------------------------------------------- | ----- | ------ | -------- | -------- | ----- | ------ |
| Tchéquie                                                  | 19e   | 33     | 22e      | 5        | 22e   | 38     |
| Roumanie                                                  | 21e   | 12     | 13e      | 53       | 18e   | 65     |
| Portugal                                                  | 5e    | 171    | 15e      | 36       | 9e    | 207    |
| Finlande                                                  | 22e   | 12     | 16e      | 26       | 21e   | 38     |
| Suisse                                                    | 12e   | 78     | 25e      | 0        | 17e   | 78     |
| France                                                    | 24e   | 9      | 19e      | 8        | 24e   | 17     |
| Norvège                                                   | 17e   | 36     | 7e       | 146      | 10e   | 182    |
| Arménie                                                   | 16e   | 40     | 17e      | 21       | 20e   | 61     |
| Italie (hôte)                                             | 7e    | 158    | 8e       | 110      | 6e    | 268    |
| Espagne                                                   | 3e    | 231    | 3e       | 228      | 3e    | 459    |
| Pays-Bas                                                  | 8e    | 129    | 14e      | 42       | 11e   | 171    |
| Ukraine                                                   | 4e    | 192    | 1re      | 439      | 1re   | 631    |
| Allemagne                                                 | 25e   | 0      | 20e      | 6        | 25e   | 6      |
| Lituanie                                                  | 18e   | 35     | 11e      | 93       | 14e   | 128    |
| Azerbaïdjan                                               | 10e   | 103    | 23e      | 3        | 16e   | 106    |
| Belgique                                                  | 13e   | 59     | 21e      | 5        | 19e   | 64     |
| Grèce                                                     | 6e    | 158    | 12e      | 57       | 8e    | 215    |
| Islande                                                   | 23e   | 10     | 18e      | 10       | 23e   | 20     |
| Moldavie                                                  | 20e   | 14     | 2e       | 239      | 7e    | 253    |
| Suède                                                     | 2e    | 258    | 6e       | 180      | 4e    | 438    |
| Australie                                                 | 9e    | 123    | 24e      | 2        | 15e   | 125    |
| Royaume-Uni                                               | 1re   | 283    | 5e       | 183      | 2e    | 466    |
| Pologne                                                   | 14e   | 46     | 9e       | 105      | 12e   | 151    |
| Serbie                                                    | 11e   | 87     | 4e       | 225      | 5e    | 312    |
| Estonie                                                   | 15e   | 43     | 10e      | 98       | 13e   | 141    |
| Le tableau suit l'ordre de passage des pays participants. |       |        |          |          |       |        |

### Prix Marcel-Bezençon
Les prix Marcel-Bezençon sont remis pour la première fois durant le Concours Eurovision de la chanson 2002 à Tallinn en Estonie pour honorer les meilleures chansons en compétition lors de la finale. Fondés par Christer Björkman (représentant de la Suède lors de l'Eurovision 1992 et producteur des concours 2013 et 2016) et Richard Herrey (membre des Herreys et vainqueur suédois du concours 1984), les prix portent le nom du créateur de la compétition annuelle, Marcel Bezençon. Remis tous les ans, ils sont répartis en trois catégories : le prix de la presse attribué par les médias accrédités à la meilleure chanson, le prix de la meilleure performance artistique attribué au meilleur artiste par les commentateurs du concours et, enfin, le prix de la meilleure composition attribué par les auteurs-compositeurs participants aux meilleurs compositeurs de la soirée. En 2022, les candidats récompensés sont, :
| Catégories                                  | Pays        | Interprète(s)   | Chanson         | Compositeurs                               |
| ------------------------------------------- | ----------- | --------------- | --------------- | ------------------------------------------ |
| Prix de la presse                           | Royaume-Uni | Sam Ryder       | Space Man       | Sam Ryder, Amy Wadge et Max Wolfgang       |
| Prix de la meilleure performance artistique | Serbie      | Konstrakta      | In corpore sano | Ana Đurić et Milovan Bošković              |
| Prix de la meilleure composition            | Suède       | Cornelia Jakobs | Hold Me Closer  | Cornelia Jakobs, David Zandén et Isa Molin |

## Incidents et controverses

### Changement d'artiste ukrainien
À la suite de la controverse suivant la sélection de Maruv en 2019, le diffuseur ukrainien Suspilne intègre dès 2020 une nouvelle clause au règlement de sa sélection. Ainsi, les artistes s'étant produit en Russie après 2014 ou étant entrés en Crimée en enfreignant la législation ukrainienne ne peuvent pas participer à la sélection.
Le 12 février 2022, la sélection ukrainienne est remportée par Alina Pash et sa chanson Shadows of Forgotten Ancestors. Le 14 février, il apparaît au public qu'Alina Pash s'est rendue en Crimée en 2015. Ses documents de voyage sont alors vérifiés puis finalement déclarés valides avant que l’activiste et blogueur Serhii Sternenko ne prétende que lesdits documents ont été falsifiés. À la suite de ces allégations, le diffuseur ukrainien décide de demander au service national des gardes-frontières d'Ukraine (SNGU) de vérifier l'authenticité des documents d'Alina Pash. Il précise qu'Alina Pash ne sera pas officiellement désignée représentante du pays tant que les documents ne seront pas authentifiés.
Le lendemain, le SNGU confirme qu'il n'a pas édité le document fourni par Alina Pash au diffuseur et que la chanteuse a bien transmis une demande afin d'obtenir un nouveau document. Finalement, le 16 février 2022, Alina Pash déclare que le SNGU n'a pas pu lui transmettre de nouveau document. En effet, les registres ne sont conservés que pendant cinq ans et le voyage de la chanteuse est plus ancien. Elle annonce, dans le même temps, qu'un membre de son équipe aurait lui-même falsifié un document. Environ une heure et demie plus tard, la chanteuse décide de retirer sa candidature pour l'Eurovision,,.
Après le retrait d'Alina Pash, Suspilne offre au groupe Kalush Orchestra, arrivé 2e lors de la sélection, la possibilité de représenter l'Ukraine. Le groupe accepte finalement la proposition le 22 février 2022,.

### Exclusion de la Russie
À la suite de l'invasion de l'Ukraine par la Russie le 24 février 2022, le diffuseur ukrainien Suspilne demande la suspension des membres VGTRK et Pervi Kanal à l'UER. Suspilne soulève le fait que depuis le début du conflit russo-ukrainien en 2014, VGTRK et Pervi Kanal ont été des relais importants du gouvernement russe et d'importants outils de propagande politique, financés par l'état. Dans un premier temps, l'union répond que la Russie et l'Ukraine seraient toutes deux autorisées à participer, en raison de la nature apolitique du concours. L'union précise cependant que la situation est surveillée de près.
Le lendemain, les appels à la disqualification de la Russie se multiplient parmi les membres de l'UER. Au total, neuf membres publient un communiqué sur le propos : DR (Danemark), ERR (Estonie), Yle (Finlande), RÚV (Islande), LRT (Lituanie), NRK (Norvège), AVROTROS (Pays-Bas), TVP (Pologne) et SVT (Suède). En outre, les diffuseurs finlandais et estonien menacent tous deux de se retirer si la Russie n'est pas exclue,. Les représentants lettons, Citi Zēni, appellent eux aussi à une exclusion de la Russie.
Finalement, le 25 février 2022 à 17 h 15 HNEC, l'UER annonce l'exclusion de la Russie. Dans son communiqué, l'union déclare qu'« au vu de la crise sans précédent en Ukraine, l'inclusion d'une participation russe lors du concours de cette année porterait atteinte à la réputation de la compétition »,,.
Le jour suivant, les radiodiffuseurs russes VGTRK et Pervi Kanal se retirent de l'UER, rendant le pays inéligible aux différents Concours Eurovision et les futures participations du pays incertaines. L'UER annonce ensuite n'avoir pas eu de confirmation formelle du retrait des diffuseurs russes. Cependant, elle annonce leur suspension jusqu'à nouvel ordre.

### Incident technique de la scène
Le 30 avril 2022, alors que les répétitions commencent, le journal italien La Stampa rapporte que le soleil cinétique, élément majeur de la scène, connaît des problèmes techniques. Selon eux, la motorisation qui lui permettait de tourner ne fonctionnerait plus et ne pourrait pas être réparée à temps pour les shows télévisés, limitant alors les possibilités de mises en scènes pour certaines délégations, dont la Lituanie,. L'UER confirme quelques jours plus tard les problèmes techniques et l'impossibilité de réparation en temps et en heure pour les soirées télévisées. L'UER annonce également que le soleil cinétique restera figé dans la même position pour tous les participants par mesure d'égalité.

### Incident du drapeau macédonien
Lors du « Turquoise Carpet » — en français « tapis turquoise », cérémonie d'ouverture du concours — le 8 mai 2022, la représentante macédonienne Andrea est vue en train de jeter le drapeau macédonien par terre avant de poser pour la presse. Le radiodiffuseur macédonien MRT publie ensuite une déclaration condamnant son action, la décrivant comme « la profanation d'un symbole national, qui est punissable par la loi macédonienne ». Dans la même déclaration, le diffuseur déclare qu'il envisageait de retirer Andrea du concours et que les personnes de la délégation, jugées responsables de l'incident, seraient sanctionnées,. Andrea elle-même présente des excuses plus tard dans la journée. La MRT déclare ensuite le 11 mai 2022 qu'elle prendra toutes les mesures disciplinaires après le retour de la délégation de Turin, tout en évoquant la possibilité qu'elle ne revienne pas pour l'édition 2023 en raison de la publicité négative causée par l'incident.

### Tentatives de cyberattaques
Le 11 mai 2022, le groupe de piratage pro-russe Killnet mène une attaque contre de nombreux sites Web institutionnels italiens, dont ceux du Ministère de la Défense, du Sénat, de l'Institut National de la Santé italienne et de l'Automobile Club d'Italie,. Le site officiel de l'Eurovision s'est révélé plus tard être parmi ceux qui étaient ciblés, en plus de la plate-forme sur laquelle est basé le système de vote du concours. Des attaques supplémentaires auraient eu lieu au cours de la première demi-finale et de la finale,. Les attaques ont finalement échoué et il n'y a eu aucune interruption du site internet ou de la plateforme de vote,.

### Irrégularités de votes de jurys
Pendant la finale, l'UER publie un communiqué déclarant des irrégularités de vote lors la deuxième demi-finale le 12 mai 2022 avec les jurys de six pays : l'Azerbaïdjan, la Géorgie, le Monténégro, la Pologne, la Roumanie et Saint-Marin. En conséquence, ces six pays voient leurs votes annulés de ladite demi-finale ainsi que de la finale, et remplacés par des résultats agrégés sur la base de pays ayant des schémas de vote similaires, tels que déterminés par les pots dans lesquels les pays ont été placés pour le tirage au sort de la demi-finale en janvier, remplacement similaire à celui arrivé aux jury biélorusse en 2019,.
De plus, lors de l'annonce des votes du jury lors de la finale, l'Azerbaïdjan, la Roumanie et la Géorgie ont vu leurs votes annoncés par Martin Österdahl, le superviseur exécutif du concours, après des problèmes techniques pour établir la connexion avec les porte-paroles. Les porte-paroles qui les auraient annoncés étaient respectivement Narmin Salmanova, Eda Marcus et Helen Kalandadze.
Le lendemain de la finale, le 15 mai 2022, le diffuseur roumain TVR annonce n'avoir pas été prévenu de l'invalidation des votes de son jury, accusant alors l'UER de « changer les règles » et demandant des éclaircissements supplémentaires sur l'incident,. Le même jour, les radiodiffuseurs géorgien GPB,, azéri İTV, et monténégrin RTCG demandent également une déclaration plus détaillée sur la question. En outre, TVR et İTV affirment qu'aucune difficulté technique ne s'était produite lors du vote du jury de la finale,,,. Le radiodiffuseur belge flamand VRT rapporte, également le 15 mai, que les jurys des pays concernés se seraient entendus pour voter les uns pour les autres.
Le 19 mai 2022, l'UER publie un nouveau communiqué détaillant la situation. Ainsi, l'invalidation des votes des jurys intervient en raison d'un échange de votes lors de la deuxième demi-finale, lesdits six pays ayant chacun placé les cinq autres dans leur Top 5 pour quatre d'entre eux, Top 6 pour un ou Top 7 pour le dernier. De plus, considérant uniquement le vote des quinze autres jurys de cette demi-finale, cinq de ces six pays sont classés en dehors du Top 8 et quatre sont même dans les six derniers. L'UER a alors décidé d'invalider les résultats de ces jurys lors de la demi-finale mais aussi de la finale pour préserver l'intégrité du vote,.
En réponse, TVR, RTCG et le diffuseur saint-marinais San Marino RTV nient toute tricherie de leur part, les deux premiers prétendant que des irrégularités dans les votes d'autres jurys ont également eu lieu sans avoir été détectées, le dernier qualifiant la réponse de l'UER d'« autoritaire »,,. Par ailleurs, le diffuseur roumain menace également de se retirer dès l'édition 2023 et de prendre des mesures judiciaires contre l'UER. Le 26 août 2022, le diffuseur confirme qu'il ne se retirera pas en 2023 mais que des cabinets d'avocats suisses seront contactés afin d'« évaluer les chances de TVR dans une dispute contre l'UER »,.

## Retransmission du concours
L'Eurovision est diffusé dans quarante-trois pays soit les quarante participants et trois pays non participants. Il est également diffusé en direct sur les plateformes YouTube et TikTok,. Les tableaux suivants récapitulent les différents diffuseurs, à la fois dans les pays participants et non participants.

### Dans les pays participants
| Pays              | Diffuseur et commentateur(s)                                                                                          | Diffuseur et commentateur(s)        | Diffuseur et commentateur(s)                           | Porte-parole             | Réf.    |
| Pays              | Première demi-finale                                                                                                  | Deuxième demi-finale                | Finale                                                 | Porte-parole             | Réf.    |
| ----------------- | --- | ----------------------------------- | ------------------------------------------------------ | ------------------------ | ------- |
| Albanie           | RTSH 1, RTSH Muzikë, Radio Tirana                                                                                     | RTSH 1, RTSH Muzikë, Radio Tirana   | RTSH 1, RTSH Muzikë, Radio Tirana                      | Andri Xhahu              | ,       |
| Albanie           | Andri Xhahu |                                     |                                                        | Andri Xhahu              | ,       |
| Allemagne         | One | One                                 | Das Erste, One, Deutsche Welle                         | Barbara Schöneberger     | ,       |
| Allemagne         | Peter Urban |                                     |                                                        | Barbara Schöneberger     | ,       |
| Arménie           | Arménie 1, Radio publique d'Arménie                                                                                   | Arménie 1, Radio publique d'Arménie | Arménie 1, Radio publique d'Arménie                    | Garik Papoyan            |         |
| Arménie           | Garik Papoyan et Hrachuhi Utmazyan                                                                                    |                                     |                                                        | Garik Papoyan            |         |
| Australie         | SBS | SBS                                 | SBS                                                    | Courtney Act             | [ 176 ] |
| Australie         | Myf Warhurst et Joel Creasey                                                                                          |                                     |                                                        | Courtney Act             | [ 176 ] |
| Autriche          | ORF 1 | ORF 1                               | ORF 1                                                  | Philipp Hansa            | ,       |
| Autriche          | Andi Knoll |                                     |                                                        | Philipp Hansa            | ,       |
| Azerbaïdjan       | İTV | İTV                                 | İTV                                                    | Narmin Salmanova         | [ 179 ] |
| Azerbaïdjan       | Murad Arif |                                     |                                                        | Narmin Salmanova         | [ 179 ] |
| Belgique          | (fr) Tipik, RTBF Auvio, VivaCité                                                                                      | (fr) La Une, RTBF Auvio, VivaCité   | (fr) La Une, RTBF Auvio, VivaCité                      | David Jeanmotte          | [ 180 ] |
| Belgique          | Jean-Louis Lahaye et Maureen Louys                                                                                    |                                     |                                                        | David Jeanmotte          | [ 180 ] |
| Belgique          | (nl) Één | (nl) Één                            | (nl) Één                                               | David Jeanmotte          | [ 181 ] |
| Belgique          | Peter van de Veire |                                     |                                                        | David Jeanmotte          | [ 181 ] |
| Bulgarie          | BNT 1, BNT 4 | BNT 1, BNT 4                        | BNT 1, BNT 4                                           | Janan Dural              | [ 182 ] |
| Bulgarie          | Elena Rosberg et Petko Kralev                                                                                         |                                     |                                                        | Janan Dural              | [ 182 ] |
| Chypre            | RIK 1, RIK Sat | RIK 1, RIK Sat                      | RIK 1, RIK Sat                                         | Loukas Hamatsos          | [ 183 ] |
| Chypre            | Melina Karageorgiou et Alexandros Taramountas                                                                         |                                     |                                                        | Loukas Hamatsos          | [ 183 ] |
| Croatie           | HRT 1 | HRT 1                               | HRT 1                                                  | Ivan Dorian Molnar       | [ 184 ] |
| Croatie           | Duško Ćurlić |                                     |                                                        | Ivan Dorian Molnar       | [ 184 ] |
| Croatie           | HR 2 |                                     |                                                        | Ivan Dorian Molnar       | [ 184 ] |
| Croatie           | Zlatko Turkalj |                                     |                                                        | Ivan Dorian Molnar       | [ 184 ] |
| Danemark          | DR1 | DR1                                 | DR1                                                    | Tina Müller              | [ 185 ] |
| Danemark          | Henrik Milling et Nicolai Molbech                                                                                     |                                     |                                                        | Tina Müller              | [ 185 ] |
| Espagne           | La 1 | La 1                                | La 1                                                   | Nieves Álvarez           | [ 186 ] |
| Espagne           | Tony Aguilar et Julia Varela                                                                                          |                                     |                                                        | Nieves Álvarez           | [ 186 ] |
| Estonie           | (et) ETV | (et) ETV                            | (et) ETV                                               | Tanel Padar              | [ 187 ] |
| Estonie           | Marko Reikop |                                     |                                                        | Tanel Padar              | [ 187 ] |
| Estonie           | (ru) ETV+ | (ru) ETV+                           | (ru) ETV+                                              | Tanel Padar              | [ 188 ] |
| Estonie           | Aleksandr Hobotov et Julia Kalenda                                                                                    |                                     |                                                        | Tanel Padar              | [ 188 ] |
| Finlande          | Yle TV1, Yle Areena                                                                                                   | Yle TV1, Yle Areena                 | Yle TV1, Yle Areena                                    | Aksel Kankaanranta       | [ 189 ] |
| Finlande          | (fi) Mikko Silvennoinen (sv) Eva Frantz et Johan Lindroos (ru) Levan Tvaltvadze (smn) Heli Huovinen (se) Aslak Paltto |                                     |                                                        | Aksel Kankaanranta       | [ 189 ] |
| France            | France 4 | France 4                            | France 2                                               | Élodie Gossuin           | [ 190 ] |
| France            | Laurence Boccolini | Laurence Boccolini                  | Stéphane Bern et Laurence Boccolini                    | Élodie Gossuin           | [ 190 ] |
| France            | Non diffusées | Non diffusées                       | (br) France 3 Bretagne                                 | Élodie Gossuin           | [ 191 ] |
| France            | Non diffusées | Non diffusées                       | Goulwena an Henaff et Yann-Herle Gourves               | Élodie Gossuin           | [ 191 ] |
| Géorgie           | Pirveli Arkhi | Pirveli Arkhi                       | Pirveli Arkhi                                          | Helen Kalandadze         | [ 192 ] |
| Géorgie           | Nika Lobiladze |                                     |                                                        | Helen Kalandadze         | [ 192 ] |
| Grèce             | ERT1, Deftero Programma, ERA 5                                                                                        | ERT1, Deftero Programma, ERA 5      | ERT1, Deftero Programma, ERA 5                         | Stefania Liberakakis     | [ 193 ] |
| Grèce             | Maria Kozakou et Giorgos Kapoutzidis                                                                                  |                                     |                                                        | Stefania Liberakakis     | [ 193 ] |
| Irlande           | RTÉ Two | RTÉ Two                             | RTÉ One                                                | Linda Martin             | [ 194 ] |
| Irlande           | Marty Whelan |                                     |                                                        | Linda Martin             | [ 194 ] |
| Islande           | (is) RÚV | (is) RÚV                            | (is) RÚV                                               | Árny Fjóla Ásmundsdóttir | [ 195 ] |
| Islande           | Gísli Marteinn Baldursson                                                                                             |                                     |                                                        | Árny Fjóla Ásmundsdóttir | [ 195 ] |
| Islande           | (icl) RÚV 2 |                                     |                                                        | Árny Fjóla Ásmundsdóttir | [ 195 ] |
| Islande           | Diffusion en langue des signes                                                                                        |                                     |                                                        | Árny Fjóla Ásmundsdóttir | [ 195 ] |
| Israël            | Kan 11 | Kan 11                              | Kan 11                                                 | Daniel Styopin           | [ 196 ] |
| Israël            | Asaf Liberman et Akiva Novick                                                                                         |                                     |                                                        | Daniel Styopin           | [ 196 ] |
| Italie            | Rai 1 | Rai 1                               | Rai 1                                                  | Carolina Di Domenico     | [ 197 ] |
| Italie            | Gabriele Corsi, Cristiano Malgioglio et Carolina Di Domenico                                                          |                                     |                                                        | Carolina Di Domenico     | [ 197 ] |
| Italie            | Rai Radio 2 | Rai Radio 2                         | Rai Radio 2                                            | Carolina Di Domenico     | [ 198 ] |
| Italie            | Ema Stokholma, Gino Castaldo et Saverio Raimondo                                                                      |                                     |                                                        | Carolina Di Domenico     | [ 198 ] |
| Italie            | RaiPlay | RaiPlay                             | RaiPlay                                                | Carolina Di Domenico     | [ 199 ] |
| Italie            | The Jackal |                                     |                                                        | Carolina Di Domenico     | [ 199 ] |
| Lettonie          | LTV1 | LTV1                                | LTV1                                                   | Samanta Tīna             | [ 200 ] |
| Lettonie          | Toms Grēviņš et Lauris Reiniks                                                                                        |                                     |                                                        | Samanta Tīna             | [ 200 ] |
| Lituanie          | LRT Televizija, LRT Radijas                                                                                           | LRT Televizija, LRT Radijas         | LRT Televizija, LRT Radijas                            | Vaidotas Valiukevičius   | ,       |
| Lituanie          | Ramūnas Zilnys |                                     |                                                        | Vaidotas Valiukevičius   | ,       |
| Macédoine du Nord | MRT 1, MRT 2 | MRT 1, MRT 2                        | MRT 1, MRT 2                                           | Jana Burčeska            | [ 203 ] |
| Macédoine du Nord | Eli Tanaskovska |                                     |                                                        | Jana Burčeska            | [ 203 ] |
| Malte             | TVM | TVM                                 | TVM                                                    | Aidan Cassar             |         |
| Malte             | Pas de commentaire |                                     |                                                        | Aidan Cassar             |         |
| Moldavie          | Moldova 1, Radio Moldova                                                                                              | Moldova 1, Radio Moldova            | Moldova 1, Radio Moldova                               | Elena Băncilă            | [ 204 ] |
| Moldavie          | Ion Jalbă et Daniela Crudu                                                                                            |                                     |                                                        | Elena Băncilă            | [ 204 ] |
| Monténégro        | TV CG 1, TV CG SAT | TV CG 1, TV CG SAT                  | TV CG 1, TV CG SAT                                     | Andrijana Vešović        | [ 205 ] |
| Monténégro        | Dražen Bauković et Tijana Mišković                                                                                    |                                     |                                                        | Andrijana Vešović        | [ 205 ] |
| Norvège           | NRK1 | NRK1                                | NRK1                                                   | TIX                      | [ 206 ] |
| Norvège           | Marte Stokstad |                                     |                                                        | TIX                      | [ 206 ] |
| Norvège           | Non diffusées | Non diffusées                       | NRK P1                                                 | TIX                      | [ 207 ] |
| Norvège           | Non diffusées | Non diffusées                       | Jon Marius Hyttebakk et Marit Sofie Strand             | TIX                      | [ 207 ] |
| Pays-Bas          | NPO 1 | NPO 1                               | NPO 1                                                  | Jeangu Macrooy           | ,       |
| Pays-Bas          | Cornald Maas et Jan Smit                                                                                              |                                     |                                                        | Jeangu Macrooy           | ,       |
| Pologne           | TVP 1, TVP Polonia | TVP 1, TVP Polonia                  | TVP 1, TVP Polonia                                     | Ida Nowakowska           | [ 210 ] |
| Pologne           | Aleksander Sikora et Marek Sierocki                                                                                   |                                     |                                                        | Ida Nowakowska           | [ 210 ] |
| Portugal          | RTP1 | RTP1                                | RTP1                                                   | Pedro Tatanka            | ,       |
| Portugal          | Nuno Galopim |                                     |                                                        | Pedro Tatanka            | ,       |
| Roumanie          | TVR1, TVRi | TVR1, TVRi                          | TVR1, TVRi                                             | Eda Marcus               | ,       |
| Roumanie          | Bogdan Stănescu | Bogdan Stănescu                     | Bogdan Stănescu et Kyrie Mendél                        | Eda Marcus               | ,       |
| Royaume-Uni       | BBC Three | BBC Three                           | BBC One                                                | AJ Odudu                 | [ 215 ] |
| Royaume-Uni       | Scott Mills et Rylan Clark                                                                                            | Scott Mills et Rylan Clark          | Graham Norton                                          | AJ Odudu                 | [ 215 ] |
| Royaume-Uni       | Non diffusées | Non diffusées                       | BBC Radio 2                                            | AJ Odudu                 | [ 215 ] |
| Royaume-Uni       | Non diffusées | Non diffusées                       | Ken Bruce                                              | AJ Odudu                 | [ 215 ] |
| Saint-Marin       | San Marino RTV | San Marino RTV                      | San Marino RTV                                         | Labiuse                  | [ 216 ] |
| Saint-Marin       | Lia Fiorio et Gigi Restivo                                                                                            |                                     |                                                        | Labiuse                  | [ 216 ] |
| Serbie            | RTS 1, RTS Planeta, RTS Svet                                                                                          | RTS 1, RTS Planeta, RTS Svet        | RTS 1, RTS Planeta, RTS Svet                           | Dragana Kosjerina        | ,       |
| Serbie            | Duška Vučinić |                                     |                                                        | Dragana Kosjerina        | ,       |
| Slovénie          | TV SLO2 | TV SLO2                             | TV SLO2                                                | Lorella Flego            | [ 219 ] |
| Slovénie          | Andrej Hofer |                                     |                                                        | Lorella Flego            | [ 219 ] |
| Suède             | SVT1 | SVT1                                | SVT1                                                   | Dotter                   | [ 220 ] |
| Suède             | Edward af Sillén et Linnea Henriksson                                                                                 |                                     |                                                        | Dotter                   | [ 220 ] |
| Suède             | SR P4 | SR P4                               | SR P4                                                  | Dotter                   | [ 221 ] |
| Suède             | Carolina Norén |                                     |                                                        | Dotter                   | [ 221 ] |
| Suisse            | (de) SRF zwei | (de) SRF zwei                       | (de) SRF 1                                             | Julie Berthollet         | [ 222 ] |
| Suisse            | Sven Epiney |                                     |                                                        | Julie Berthollet         | [ 222 ] |
| Suisse            | (fr) RTS 2 | (fr) RTS 2                          | (fr) RTS 1                                             | Julie Berthollet         | [ 223 ] |
| Suisse            | Jean-Marc Richard et Nicolas Tanner                                                                                   | Jean-Marc Richard et Nicolas Tanner | Jean-Marc Richard et Gjon's Tears                      | Julie Berthollet         | [ 223 ] |
| Suisse            | (it) RSI La 2 | (it) RSI La 2                       | (it) RSI La 1                                          | Julie Berthollet         | [ 224 ] |
| Suisse            | Clarissa Tami et Francesca Margiotta                                                                                  | Clarissa Tami et Boris Piffaretti   | Clarissa Tami, Francesca Margiotta et Boris Piffaretti | Julie Berthollet         | [ 224 ] |
| Tchéquie          | ČT2 | ČT2                                 | ČT2                                                    | Taťána Kuchařová         | [ 225 ] |
| Tchéquie          | Jan Maxián |                                     |                                                        | Taťána Kuchařová         | [ 225 ] |
| Ukraine           | UA:Kultura | UA:Kultura                          | UA:Kultura                                             | Kateryna Pavlenko        | ,       |
| Ukraine           | Timur Miroshnychenko                                                                                                  |                                     |                                                        | Kateryna Pavlenko        | ,       |
| Ukraine           | Radio Ukraine |                                     |                                                        | Kateryna Pavlenko        | ,       |
| Ukraine           | Anna Zakletska, Dmytro Zakharchenko, Sasha Frankoet Yevhen Pavliukovsky                                               |                                     |                                                        | Kateryna Pavlenko        | ,       |

### Dans les autres pays
| Pays       | Diffuseur et commentateur(s) | Diffuseur et commentateur(s) | Diffuseur et commentateur(s) | Réf.    |
| Pays       | Première demi-finale         | Deuxième demi-finale         | Finale                       | Réf.    |
| ---------- | ---------------------------- | ---------------------------- | ---------------------------- | ------- |
| États-Unis | Peacock                      | Peacock                      | Peacock                      | [ 228 ] |
| États-Unis | Johnny Weir                  |                              |                              | [ 228 ] |
| Kosovo     | RTK 1                        | RTK 1                        | RTK 1                        | [ 229 ] |
| Kosovo     | Inconnu                      |                              |                              | [ 229 ] |

### Audiences
En 2022, le concours atteint au moins 161 000 000 de téléspectateurs, soit une baisse d'environ 22 000 000 par rapport à l'édition 2021. Cette baisse s'explique par l'exclusion du diffuseur russe. De plus, les audiences ukrainiennes n'ont pas non plus été recensées. À eux deux, la Russie et l'Ukraine représentaient 29 000 000 téléspectateurs l'année précédente. Dans les autres pays, la tendance est à la hausse, avec une audience moyenne de 43,3 %. Le tableau ci-dessous résume les audiences de la finale dans différents pays diffuseurs :
| Pays                          | Part d'audience | Téléspectateurs | Réf.    |
| ----------------------------- | --------------- | --------------- | ------- |
| Allemagne                     | NC              | 7 300 000       | [ 231 ] |
| Australie                     | NC              | 196 000         | [ 232 ] |
| Autriche                      | 30,2 %          | 503 000         | [ 233 ] |
| Belgique Communauté flamande  | 68 %            | 1 079 000       | [ 234 ] |
| Belgique Communauté française | 38,6 %          | 350 000         | [ 234 ] |
| Chypre                        | 44,8 %          | 80 430          | [ 235 ] |
| Danemark                      | NC              | 529 000         | [ 236 ] |
| Espagne                       | 50,8 %          | 6 835 000       | [ 237 ] |
| Estonie                       | 19,5 %          | 231 000         | [ 238 ] |
| Finlande                      | 72,1 %          | 1 001 000       | ,       |
| France                        | 23,4 %          | 3 175 000       | [ 240 ] |
| Grèce                         | 52,2 %          | 1 955 000       | [ 241 ] |
| Irlande                       | 33 %            | 314 500         | [ 242 ] |
| Islande                       | 96,4 %          | NC              | [ 230 ] |
| Italie                        | 41,9 %          | 6 590 000       | [ 243 ] |
| Lituanie                      | 18 %            | 1 000 000       | [ 244 ] |
| Norvège                       | 89 %            | 1 200 000       | [ 245 ] |
| Pays-Bas                      | 68,6 %          | 3 090 000       | [ 246 ] |
| Pologne                       | 40,1 %          | 3 766 000       | [ 247 ] |
| Portugal                      | 24,8 %          | 1 029 000       | [ 248 ] |
| Roumanie                      | 8,4 %           | 369 000         | [ 249 ] |
| Royaume-Uni                   | 55 %            | 8 900 000       | [ 250 ] |
| Suède                         | 81,4 %          | NC              | [ 230 ] |
| Tchéquie                      | NC              | 140 000         | [ 251 ] |
| TikTok                        | -               | 3 300 000       | [ 230 ] |
| YouTube                       | -               | 7 600 000       | [ 230 ] |